# 櫻井孝宏
櫻井 孝宏（さくらい たかひろ、1974年6月13日 - ）は、日本の男性声優、ナレーター、ラジオパーソナリティ。
本名かつ戸籍上の表記は旧字体が含まれた「櫻井」だが、常用外漢字などの使用に制限がある一部メディアでは、新字体の「桜井孝宏」に修正して表記される。

## 来歴
愛知県岡崎市井田町出身。米屋を経営する一家の下に、3人兄弟の長男として出生。小学生の頃にテレビで偶然視聴した大山のぶ代に対するインタビュー番組に衝撃を受け、声優業に関心を持つ。岡崎市立井田小学校卒業。中学時代の国語の授業で担当教師から言われたことに影響されて本格的に声優を志すようになった。
岡崎城西高等学校卒業。代々木アニメーション学院名古屋校、81演技研究所卒業後、1996年、テレビアニメ『爆走兄弟レッツ&ゴー!!』で正式にアニメデビュー。養成所卒業後、関俊彦に憧れていた影響で、81プロデュースに所属する。25歳を迎える1999年に声優を辞めようかと悩んでいたところ、『デジモンアドベンチャー』と『快感フレーズ』の2作でレギュラーとなり、初主演作となる『ゲートキーパーズ』にて、自身初のキャラクターソングを歌唱。
2011年4月22日、ファミ通アワード2010「男性キャラクターボイス賞」を受賞。2012年、第6回声優アワード「海外ファン賞」を受賞。2013年には、レコード会社との1年間にわたる協議の末、『しろくまカフェ』のキャラクターソングの歌唱を担当することを、自身のラジオ番組内で発表した。4月からはデビュー時から在籍していた81プロデュースを退所し、フリーで活動することをラジオ『有限会社チェリーベル』で報告した。2014年7月20日、鈴村健一が設立したインテンション所属となったことを公式サイトにて発表。
2016年10月25日、『虐殺器官』ジョン・ポール役として、クラヴィス・シェパード役の中村悠一と共に、第27回東京国際映画祭でレッドカーペットを踏んだ。2017年1月4日、『ノン子とのび太のアニメスクランブル』にて第26回アニメグランプリ最優秀男性声優賞を2度目の受賞。2018年10月25日、『GODZILLA 星を喰うもの』のメトフィエス役として、ハルオ役の宮野真守と共に、第31回東京国際映画祭に出席。
2021年、ファミ通・電撃ゲームアワード2020にて「ボイスアクター部門最優秀賞」を受賞。2022年、第16回声優アワードにて「パーソナリティ賞」を受賞。
2023年3月31日、8年半に亘って所属したインテンションとの契約を同日付けで終了することが発表された。

## 人物・エピソード
- 声種はテノール[19]、音域はB - F♯[19]。昔は自分の声が嫌いで、声コンプレックスが少なからずあったため、2019年時点でも「それがぬぐえきれてないんだ」と語る[9]。ただし、たまに「“ミステリアス”だ」と言われ、そんなつもりがなくても、そういう風に諸刃の剣のように聞こえてしまうという[9]。それが活きてくるシーンもあれば、イメージが限定されてしまい、マイナスに働くこともあると語るが、熱中すればものすごい武器になるという[9]。櫻井としては「もっとフラットにできるようになればいいな」と語る[9]。女性に向けたセリフだったり、シーンだったりで、そういう部分を意識されることはないという[9]。そういうのは狙ってしていると、あざとく聞こえてしまうため、自分では無意識だが、意図せずした演技のほうが、意外と女性には刺さるようだという[9]。役柄としては何か問題がある人物、弱い人物、イメージしにくい役を得意にしている[5]。女性、老婆役も演じたことがある[2]。
- 好きな声優、尊敬する声優として中尾隆聖、チョー、置鮎龍太郎、関智一、高山みなみなどの人物を挙げている[5]。また、若手時代から影響を受けている声優として、三木眞一郎、小野坂昌也、鈴村健一の名前を挙げている[20]。
- 藤原啓治とはプライベートでも親交があった[21]。
- イラストが得意で、イラストレーターを目指していたこともあるという。『Canvas2 〜虹色のスケッチ〜』ではアイキャッチでイラストを披露しているほか、『コードギアス 反逆のルルーシュR2』の最終話では原画スタッフ、『アクティヴレイド -機動強襲室第八係-第2期』ではロゴタイプデザインとしてもクレジットに名を連ねている。
- 吹き替えでは『トワイライト〜初恋〜』以降、ロバート・パティンソンをほぼ専属で声を当てている[22]他、パク・ソジュンの吹き替えも多く担当している。
- 「もしも声優になっていなかったら?」という質問に対して、「実家の米屋を継いでいたと思うが、それも良かったかもしれない」と答えている[5]。
- 座右の銘は「自分らしくとか、楽しくとか」[5]。
- 下積み時代は、居酒屋、レストラン、コンビニ、書店店員、遺跡発掘、害虫駆除などのアルバイトをしていた。

## 不祥事
この節に記載する所属・肩書等は特筆の無い限り発生当時のものである。

### 盗作・著作権侵害
2006年9月6日、櫻井が主宰する劇団joy2006の舞台『ETERNITY』が、無許可上演であるとして三谷幸喜の事務所より注意がなされた。
2006年9月22日、『ETERNITY』が、三谷幸喜の主宰劇団「東京サンシャインボーイズ」の作品である『東京サンシャインボーイズの罠』の盗作であったとして、劇団joy2006の公式サイトで謝罪文を掲載した。
2006年9月30日、文化放送『A&Gメディアステーション こむちゃっとカウントダウン』にて、櫻井本人が聴取者に向けて経緯を説明し、三谷幸喜本人にも直接謝罪をしたことを報告した。櫻井はレギュラーとして出演していたラジオ番組3本の出演を約一ヶ月間自粛した。
2006年10月1日、舞台『ETERNITY』を協賛し、櫻井の所属する81プロデュースも事務所としての謝罪文を公式サイトで公表した。

### 不貞行為（既婚隠し交際・不倫）
2022年9月23日、同世代で元声優の女性と結婚していることをインテンション公式サイトを通じて明かした。
2022年10月27日、2018年末に入籍していたことを黙ったまま『P.S. 元気です。孝宏』の構成作家の女性と約10年間交際をしていたことを認め、10月29日放送の『A&Gメディアステーション こむちゃっとカウントダウン』で櫻井自身の肉声で一連の報道に対するコメントを発表した。
2023年1月17日、別の一般女性とも2006年から延べ10年間交際（2006年 - 2009年、2016年 - 2021年）していたことが報道され、翌18日、インテンションは謝罪と経緯を説明するコメントを発表した。
前述のインテンション退所理由もこれらの騒動に対して櫻井からの申し出によるもので「自身のけじめのため」と説明している。

#### 不貞行為発覚後の後任・代役
上記の報道以降、諸般の事情により一部の持ち役のキャスト変更および出演番組の降板が発生している。
| 後任     | 役名           | 作品                                                   | 後任の初出演             |
| -------- | -------------- | ------------------------------------------------------ | ------------------------ |
| 白石晴香 | パーソナリティ | 『A&Gメディアステーション こむちゃっとカウントダウン』 | 2022年10月29日放送回     |
| 鈴村健一 | ナレーション   | 『ハロドリ。』                                         | 2022年10月31日放送回     |
| 鳥海浩輔 | 鞍馬春秋       | 『AYAKA -あやか-』                                     | 放送開始前のキャスト変更 |
| 神谷浩史 | 薬売り         | 『モノノ怪』                                           | 『劇場版モノノ怪 唐傘』  |

このうち、劇場版モノノ怪については、プロデュース会社のツインエンジンが、キャスト変更理由を『女性たちの苦しみと救済を描く作品性の観点からの決断』としている。

## 出演
太字はメインキャラクター。

### テレビアニメ
1996年
- 爆走兄弟レッツ&ゴー!!（1996年 - 1997年、競技長、リーダー、リオーネ、ワルデガルド） - 2シリーズ

1997年
- ポケットモンスター（1997年 - 2000年、少年、マチスの弟子、AD）

1998年
- ああっ女神さまっ 小っちゃいって事は便利だねっ（カゲロウ）
- カードキャプターさくら（河野光一）
- 太陽の子エステバン（BS版）（水夫、兵士、男、当直仕官）
- 虹の戦記イリス（アベル）
- MASTERキートン（ラルフ）

1999年
- 頭文字D Second Stage
- KAIKANフレーズ（1999年 - 2000年、サン太〈永井良彦〉）
- 週刊ストーリーランド「動き出した大仏」（生徒A）
- ゾイド -ZOIDS-（1999年 - 2000年、ロカイ、デリス、ヒルツ 他）
- デジモンアドベンチャー（1999年 - 2000年、テントモン / モチモン、ミミの父 他）
- 爆球連発!!スーパービーダマン（作業員）

2000年
- グラビテーション（司会者）
- ゲートキーパーズ（浮矢瞬）
- デジモンアドベンチャー02（2000年 - 2001年、テントモン、藤山先生 他）
- ドッとKONIちゃん（サラブレッド府中、イワン・オットー、戦闘員A、強盗A 他）
- ブギーポップは笑わない Boogiepop Phantom（不良B）

2001年
- 頭文字D Third Stage
- おとぎストーリー 天使のしっぽ（玄武のシン / 謎の男、猟師、客A）
- オフサイド（明智紀之）
- おまかせ!プルーデンスおばさん（コンドル先生）
- カスミン（2001年 - 2003年、霞仙太郎、ぬれぞうきん、大うちわ、宅配人、男子生徒）
- ジーンシャフト（ヒロト・アマギワ）
- 新白雪姫伝説プリーティア（細）
- サイボーグ009 THE CYBORG SOLDIER（2001年 - 2002年、009 / 島村ジョー）
- スターオーシャンEX（謎の声 / ガブリエル）
- ゾイド新世紀スラッシュゼロ（ビット・クラウド）
- だいすき!ぶぶチャチャ（ケリー、ヘビ電車）
- 爆転シュート ベイブレード（トニー）
- パチスロ貴族 銀（ケン・林）
- 花右京メイド隊（慈悲王ホスト隊1、慈悲王家執事、男子生徒1 他）
- ヒカルの碁（岸本薫、本田敏則）

2002年
- 王ドロボウJING（ルシアン）
- おジャ魔女どれみドッカ〜ン!（柴田ひろあき）
- ギャラクシーエンジェルZ（グレートマッスル）
- GetBackers-奪還屋-（鏡形而）
- SAMURAI DEEPER KYO（宮毘羅）
- 東京アンダーグラウンド（翠）
- ヒートガイジェイ（ボマ）
- プリンセスチュチュ（ふぁきあ）
- 魔王ダンテ（大柴壮介）
- わがまま☆フェアリー ミルモでポン!（2002年 - 2004年、テムズ、神名一） - 2シリーズ

2003年
- 魁!!クロマティ高校（2003年 - 2004年、神山高志、ドラ息子、神山高子）
- カレイドスター（レオン・オズワルド）
- コロッケ!（ハンサム、マスタード）
- 金色のガッシュベル!!（2003年 - 2006年、高嶺清麿）
- 真月譚 月姫（乾有彦）
- シンデレラボーイ（フライ）
- セイント・ビースト〜聖獣降臨編〜（玄武のシン）
- 超ロボット生命体トランスフォーマー マイクロン伝説（ダブルフェイス）
- PEACE MAKER鐵（山崎烝）
- ポケットモンスター アドバンスジェネレーション（2003年 - 2004年、ワット）
- 魔探偵ロキRAGNAROK（ロキ〈覚醒〉）
- ワンダーベビルくん（ムカエル）

2004年
- 学園アリス（岬先生）
- 北へ。〜Diamond Dust Drops〜（黒川）
- 今日からマ王!（渋谷有利、魔剣モルギフ）
- 吟遊黙示録マイネリーベ（2004年 - 2006年、オルフェレウス） - 2シリーズ
- ゾイドフューザーズ（ジーン・ホリデー）
- tactics（春華）
- 超変身コス∞プレイヤー（クルス・プリースト）
- 月詠 -MOON PHASE-（御堂成児）
- 名探偵コナン（2004年 - 2018年、鱒渕拓也、比護隆佑）

2005年
- ガン×ソード（レイ・ラングレン）
- Canvas2 〜虹色のスケッチ〜（上倉浩樹）
- 絶対少年（小早川成基）
- ぱにぽにだっしゅ!（桃瀬修、ミカエル、謎のヘビ、ナレーション）
- BLACK CAT（ジェノス＝ハザード）
- BLEACH（2005年 - 2012年、吉良イヅル、侘助）
- ローゼンメイデン トロイメント（白崎）

2006年
- 怪 〜ayakashi〜 「化猫」（男〈薬売り〉）
- イノセント・ヴィーナス（鶴沢仁）
- 学園ヘヴン BOY'S LOVE HYPER!（遠藤和希）
- ガラスの艦隊（ジル）
- かりん（黒薔薇の王子）
- コードギアス 反逆のルルーシュ（2006年 - 2008年、枢木スザク） - 2シリーズ
- シュヴァリエ 〜Le Chevalier D'Eon〜（マクシミリアン・ロベスピエール）
- ゼーガペイン（トガ・ヴィタール）
- ゼロの使い魔（2006年 - 2012年、ギーシュ・ド・グラモン） - 4シリーズ
- D.Gray-man（神田ユウ）
- ディノブレイカー（マキアート）
- .hack//Roots（ハセヲ）
- BLACK BLOOD BROTHERS（望月ジロー）
- MUSASHI -GUN道-（佐々木小次郎）
- MAJOR（榎本直樹）
- リングにかけろ1 シリーズ（2006年 - 2010年、影道総帥） - 2シリーズ

2007年
- キミキス pure rouge（甲斐栄二）
- 獣神演武 -HERO TALES-（劉煌孟甜）
- セイント・ビースト〜光陰叙事詩天使譚〜（玄武のシン）
- ZOMBIE-LOAN（橘思徒）
- NARUTO -ナルト- 疾風伝（2007年 - 2016年、サソリ〈本体〉）
- モノノ怪（薬売り）

2008年
- レンタルマギカ（石動圭）
- ゴルゴ13（パトリック）
- 純情ロマンチカ（2008年 - 2015年、高橋美咲） - 3シリーズ
- スケアクロウマン（ピエール）
- 絶対可憐チルドレン（グリシャム〈青年〉）
- テレパシー少女 蘭（ワカタケル〈ハーニン〉）
- ドルアーガの塔（2008年 - 2009年、ニーバ） - 2シリーズ
- 破天荒遊戯（アルゼイド）

2009年
- VIPER'S CREED（ウラ・チアキ）
- グイン・サーガ（ラン）
- 空中ブランコ（田口哲也）
- クロスゲーム（東雄平）
- ゲゲゲの鬼太郎（第5作）（猫ショウ）
- 源氏物語千年紀 Genji（光源氏）
- シャングリ・ラ（九土省吾）
- 生徒会の一存（残響死滅）
- 戦場のヴァルキュリア（ファルディオ・ランツァート）
- 鉄腕バーディー DECODE:02（各務雄一）
- 〈物語〉シリーズ（2009年 - 2017年、忍野メメ） - 4シリーズ
- 初恋限定。（曽我部弘之）
- バトルスピリッツ 少年激覇ダン（2009年 - 2010年、百瀬勇貴、男B）

2010年
- 裏切りは僕の名前を知っている（ルカ＝クロスゼリア）
- おとめ妖怪 ざくろ（総角景）
- 黒執事II（クロード・フォースタス）
- さらい屋 五葉（弥一）
- それでも町は廻っている（磯端ウキ）
- 戦う司書 The Book of Bantorra（ルルタ＝クーザンクーナ）
- ちゅーぶら!!（葉山圭吾）
- デジモンクロスウォーズ（2010年 - 2012年、ドルルモン、ドンドコモン、アスタモン / サイケモン、ハーピモン 他） - 3シリーズ
- 伝説の勇者の伝説（ティーア・ルミブル）
- ぬらりひょんの孫（2010年 - 2011年、首無） - 2シリーズ
- バトルスピリッツ ブレイヴ（2010年 - 2011年、ゾルダー・グレイヴ）
- 百花繚乱 サムライガールズ（2010年 - 2013年、徳川慶彦） - 2シリーズ

2011年
- アドリブアニメ研究所（大黒天先生）
- あの日見た花の名前を僕達はまだ知らない。（松雪集〈ゆきあつ〉）
- 神様のメモ帳（ヒロ）
- C（真坂木）
- ダンタリアンの書架（アルマン・ジェレマイア）
- テガミバチ REVERSE（ジール）
- DOG DAYS（2011年 - 2015年、フランボワーズ・シャルレー） - 3シリーズ
- トリコ（2011年 - 2014年、ココ）
- 夏目友人帳 参（親戚のおにいさん）
- HIGH SCORE（増田京介、男子生徒A、不良A）
- ファイ・ブレイン 神のパズル（ルーク・盤城・クロスフィールド）

2012年
- アクセル・ワールド（ブルー・ナイト）
- エウレカセブンAO（バリー・ベニントン）
- 織田信奈の野望（服部半蔵）
- K（2012年 - 2015年、草薙出雲） - 2シリーズ
- この中に1人、妹がいる!（帝野将悟）
- PSYCHO-PASS サイコパス（2012年 - 2019年、槙島聖護、雛河翔） - 3シリーズ
- 坂道のアポロン（有田勲）
- さくら荘のペットな彼女（三鷹仁）
- しろくまカフェ（2012年 - 2013年、シロクマくん、MC469MA）
- 好きっていいなよ。（黒沢大和）
- 男子高校生の日常（ユウスケ）
- つり球（ウララ）
- NARUTO -ナルト- SD ロック・リーの青春フルパワー忍伝（サソリ）
- はぐれ勇者の鬼畜美学（氷神京也）
- FAIRY TAIL（2012年 - 2024年、スティング・ユークリフ） - 4シリーズ
- BRAVE10（服部半蔵）
- マギ（2012年 - 2014年、ジャーファル） - 2シリーズ
- リコーダーとランドセル シリーズ（2012年 - 2013年、タケ兄、フロント、丸いオブジェ） - 3シリーズ

2013年
- 犬とハサミは使いよう（春海和人）
- 有頂天家族（2013年 - 2017年、下鴨矢三郎） - 2シリーズ
- キングダム（輪虎）
- 殺し屋さん（殺し屋さん）
- サーバント×サービス（一宮大志）
- 戦勇。（ヤヌア・アイン、ツヴァイ〈球体〉）
- ダイヤのA（2013年 - 2020年、御幸一也） - 3シリーズ
- ダンガンロンパ 希望の学園と絶望の高校生 The Animation（桑田怜恩）
- 超速変形ジャイロゼッター（ユズル）
- DEVIL SURVIVOR2 the ANIMATION（憂う者〈アルコル〉）
- ドキドキ!プリキュア（2013年 - 2014年、ジョー岡田）
- ポケットモンスター ベストウイッシュ シーズン2 デコロラアドベンチャー（タイド）
- まおゆう魔王勇者（王弟元帥）
- 機巧少女は傷つかない（シン）
- ログ・ホライズン（2013年 - 2021年、クラスティ） - 3シリーズ

2014年
- 暁のヨナ（カン・テジュン）
- 悪魔のリドル（溝呂木辺）
- アルドノア・ゼロ（トリルラン） - 2025年に総集編『アルドノア・ゼロ（Re+）』劇場上映
- オオカミ少女と黒王子（佐田恭也）
- 繰繰れ! コックリさん（狗神）
- グリザイアシリーズ（2014年 - 2015年、風見雄二） - 3シリーズ
- シドニアの騎士（2014年 - 2015年、岐神海苔夫） - 2シリーズ
- 白銀の意思 アルジェヴォルン（シュライン・リヒトフォーヘン）
- 神撃のバハムート シリーズ（2014年 - 2017年、ルシフェル） - 2シリーズ
- ソウルイーターノット!（茜、ポチ）
- それでも世界は美しい（バルド〈バルドウィン・シシル・イフリキア〉）
- 東京喰種トーキョーグール（2014年 - 2018年、ウタ） - 4シリーズ
- 東京レイヴンズ（大連寺至道）
- 曇天に笑う（金城白子）
- 七つの大罪（2014年 - 2021年、グリアモール） - 5シリーズ
- 信長協奏曲（竹中半兵衛）
- ノブナガ・ザ・フール（アケチ・ミツヒデ）
- ノラガミ（蠃蚌）
- バディ・コンプレックス（ビゾン・ジェラフィル） - 2シリーズ
- 棺姫のチャイカ（シン・アキュラ） - 2シリーズ
- ベイビーステップ（2014年 - 2015年、難波江優） - 2シリーズ

2015年
- アブソリュート・デュオ（K）
- うたわれるもの 偽りの仮面（オウギ）
- おそ松さん（2015年 - 2025年、松野おそ松 / 徳松 / おそ子 / おそ馬 / おそま / おそ美 / F6おそ松 / なごみ探偵おそ松 / おそ乃花、櫻井孝宏） - 4シリーズ + 特別編
- 終わりのセラフ（フェリド・バートリー） - 2シリーズ
- 学戦都市アスタリスク（アーネスト・フェアクロフ）
- GANGSTA.（マルコ・アドリアーノ）
- 機動戦士ガンダム 鉄血のオルフェンズ（2015年 - 2017年、マクギリス・ファリド / モンターク） - 2シリーズ
- 銀魂゜（2015年 - 2016年、斉藤終）
- 純潔のマリア（ベルナール）
- 食戟のソーマ（2015年 - 2020年、一色慧） - 6シリーズ
- SHIROBAKO（野亀武蔵）
- つばさとホタル（鳥羽結真）
- DIABOLIK LOVERS MORE,BLOOD（無神ルキ）
- デス・パレード（島田）
- ハイキュー!! シリーズ（2015年 - 2016年、月島明光） - 2シリーズ / 2017年に総集編『才能とセンス』『コンセプトの戦い』を劇場上映
- 響け!ユーフォニアム（2015年 - 2024年、滝昇、野口ヒデリ） - 3シリーズ
- ミス・モノクローム -The Animation- 3（ミスター・モノクローム）
- みりたり!（グルー伍長、怪人デラビット）
- みんな集まれ!ファルコム学園SC（《C》）
- 乱歩奇譚 Game of Laplace（アケチ）
- ワールドトリガー（2015年 - 2016年、ギーヴ）
- ワンパンマン（2015年 - 2019年、ゾンビマン） - 2シリーズ

2016年
- アクティヴレイド -機動強襲室第八係-（瀬名颯一郎） - 2シリーズ
- 亜人（戸崎優） - 2シリーズ
- アルスラーン戦記 風塵乱舞（シャガード）
- おしえて! ギャル子ちゃん（チャラ男）
- 金田一少年の事件簿R（神小路陸）
- 3月のライオン（2016年 - 2018年、林田高志） - 2シリーズ
- ジョーカー・ゲーム（田崎/瀬戸礼二）
- ジョジョの奇妙な冒険 ダイヤモンドは砕けない（岸辺露伴）
- 石膏ボーイズ（柳沢宏典、三田島のメイク、佐倉金蔵）
- タイムボカン24（2016年 - 2018年、カットンボ、クワガッタン、サソモビル、カナブーン、アメンボート 他） - 2シリーズ
- つばさとホタル（鳥羽結真）
- DAYS（臼井雄太）
- ディバインゲート（サンタクローズ）
- ドリフターズ（安倍晴明）
- 91Days（バルベロ）
- 忍たま乱太郎の宇宙大冒険 with コズミックフロント☆NEXT 月ウサギがクレーターをかけるの段（月ウサギ）
- 初恋モンスター（高橋奏）
- 舟を編む（馬締光也）
- ふらいんぐうぃっち（春の運び屋）
- フリップフラッパーズ（青年ソルト）
- プリンス・オブ・ストライド オルタナティブ（八神巴）
- 文豪ストレイドッグス（2016年 - 2023年、フランシス・F） - 4シリーズ
- ベルセルク（2016年 - 2017年、グリフィス） - 2シリーズ
- マギ シンドバッドの冒険（ジャーファル）
- モブサイコ100（2016年 - 2022年、霊幻新隆） - 3シリーズ

2017年
- クラシカロイド（ロットバルト）
- 龍の歯医者（小澤）
- アトム ザ・ビギニング（堤茂理也、マルス）
- 遊☆戯☆王VRAINS（2017年 - 2019年、Ai）
- “栄光なき天才たち”からの物語（吉岡隆徳）
- サクラダリセット（浦地正宗）
- あはれ!名作くん（2017年 - 2019年、田上、六年寝太郎）
- DIVE!!（富士谷要一）
- コンビニカレシ（櫻小路正宗）
- カイトアンサ（有進杏茶）
- 将国のアルタイル（グララット）
- 異世界食堂（アレクサンデル）
- 魔法陣グルグル（ギップル）
- 妖怪アパートの幽雅な日常（ケット・シー）
- Infini-T Force（テッカマン / 南城二）
- ネト充のススメ（桜井優太、Harth）
- ボールルームへようこそ（釘宮方美）
- DYNAMIC CHORD（音石夕星）
- ディアホライゾン（被）（ヴィクトル）
- ブラッククローバー（2017年 - 2020年、人影 / リヒト、パトリ）
- Fate/Apocrypha（花の魔術師）

2018年
- みっちりねこ（ハニー）
- 覇穹 封神演義（四不象）
- グランクレスト戦記（ヴィラール・コンスタンス）
- 宇宙戦艦ティラミス（イスズ・イチノセ / コーディ） - 2シリーズ
- オーバーロード シリーズ（2018年 - 2022年、ジルクニフ・ルーン・ファーロード・エル＝ニクス） - 3シリーズ
- イナズマイレブン アレスの天秤（2018年 - 2019年、万作雄一郎、水神矢成龍） - 2シリーズ
- ニル・アドミラリの天秤（鷺澤累）
- デビルズライン（菊原桐郎）
- 多田くんは恋をしない（シャルル・ド・ロワール / シャルル・ド・ロワール〈幼少期〉）
- おしりたんてい（2018年 - 2024年、かいとうＵ / ？、ペンギンたろう、にわとりロッカー、ジョン・ウマモト） - 8シリーズ
- 殺戮の天使（ダニエル・ディケンズ（ダニー））
- 働くお兄さん!の2!（レサパ田監督、店長）
- ゾイドワイルド（2018年 - 2019年、ベーコン）
- はたらく細胞（2018年 - 2021年、ヘルパーT細胞） - 2シリーズ
- Phantom in the Twilight（ヴラッド・ガーファンクル）
- アンゴルモア 元寇合戦記（仮面の男）
- 深夜!天才バカボン（ウナギイヌ、童貞みっけ、ふつうのうんこ、ウナマキトカゲ、ウナパーギーパー 他）
- 天狼 Sirius the Jaeger（ミハイル）
- つくもがみ貸します（佐太郎）
- 夢王国と眠れる100人の王子様（オリオン）
- ソラとウミのアイダ（風祭譲次）
- RErideD-刻越えのデリダ-（ネイサン・ビルシュタイン）
- おとなの防具屋さん（2018年 - 2021年、ナーデン） - 2シリーズ
- からくりサーカス（2018年 - 2019年、阿紫花英良）
- シルバニアファミリー ミニストーリー（シナモンウサギのお兄さん）

2019年
- revisions リヴィジョンズ（堂嶋幹夫）
- 転生したらスライムだった件（2019年 - 2024年、謎の男 / クロ / 悪魔 / ディアブロ） - 4シリーズ
- ポプテピピック TVスペシャル 玄武ver.（ポプ子〈第13話Bパート〉）
- 鬼滅の刃（2019年 - 2024年、冨岡義勇） - 4シリーズ
- 真夜中のオカルト公務員（狩野一悟）
- キャロル&チューズデイ（スペンサー）
- フルーツバスケット（2019年 - 2021年、草摩綾女） - 3シリーズ
- Fate/Grand Order -絶対魔獣戦線バビロニア-（2019年 - 2020年、マーリン）
- バビロン（2019年  - 2020年、九字院偲）
- ファンタシースターオンライン2 エピソード・オラクル（2019年 - 2020年、ルーサー）
- 星合の空（桜井隆幸）

2020年
- 空挺ドラゴンズ（ニコ）
- 宝石商リチャード氏の謎鑑定（リチャード・ラナシンハ・ドヴルピアン）
- 織田シナモン信長（今川ギルバート義元） - 「櫻犬孝宏」名義
- ぼくのとなりに暗黒破壊神がいます。（花鳥兜）
- グレイプニル（宇宙人）
- 天晴爛漫!（ディラン・G・オルディン）
- 啄木鳥探偵處（金田一京助）
- デジモンアドベンチャー:（2020年 - 2021年、テントモン）
- ノー・ガンズ・ライフ（ジョン・D・功木）
- あひるの空（白石静）
- ハクション大魔王2020（甘杉ジン）
- 炎炎ノ消防隊 シリーズ（2020年 - 2025年、優一郎黒野） - 2シリーズ
- ドラゴンクエスト ダイの大冒険（2020年 - 2022年、アバン、ナレーション）
- 池袋ウエストゲートパーク（横山礼一郎）
- アクダマドライブ（殺人鬼）
- 呪術廻戦（2020年 - 2023年、夏油傑） - 2シリーズ

2021年
- ゆるキャン△ シリーズ（2021年 - 2024年、志摩渉） - 2シリーズ
- オルタンシア・サーガ（ルーカン・ド・ルッシュ）
- セブンナイツ レボリューション -英雄の継承者-（ジェニウス）
- 聖女の魔力は万能です（2021年 - 2023年、アルベルト・ホーク） - 2シリーズ
- バクテン!!（志田周作）
- さよなら私のクラマー（高萩数央）
- バック・アロウ（教祖）
- NIGHT HEAD 2041（黒木タクヤ）
- ゲッターロボ アーク（一文字號）
- 海賊王女（紫檀）
- メガトン級ムサシ（2021年 - 2023年、グリファース・クレド） - 2シリーズ
- 王様ランキング（2021年 - 2023年、デスパー） - 2シリーズ

2022年
- ニンジャラ（2022年 - バートン ）
- 平家物語（平重盛）
- サザエさん（主人）
- 群青のファンファーレ（朝日豊、朝日武）
- インセクトランド（ナレーション）
- うたわれるもの 二人の白皇（オウギ）
- ベルセルク 黄金時代篇 MEMORIAL EDITION（グリフィス）
- ブルーロック（2022年 - 2024年、糸師冴） - 2シリーズ
- BLEACH 千年血戦篇（2022年 - 2024年、吉良イヅル） - 2シリーズ
- うる星やつら (2022)（2022年 - 2024年、尾津乃つばめ） - 2シリーズ
- デジモンゴーストゲーム（バアルモン）

2023年
- おしりたんてい×チコちゃんに叱られる! ププッ ねらわれたチコちゃんのたからもの（かいとうU）
- カミエラビ（2023年 - 2024年、ヒガキ） - 2シリーズ

2024年
- 貼りまわれ!こいぬ（犬々先輩、ちび犬親、役者犬） - 2シリーズ
- 鴨乃橋ロンの禁断推理（ハミングバード、山王）

2025年
- 天久鷹央の推理カルテ（蜂須賀茂）

### 劇場アニメ
2000年
- デジモンアドベンチャー ぼくらのウォーゲーム!（テントモン）
- デジモンアドベンチャー3D デジモングランプリ!（テントモン）

2001年
- 頭文字D Third Stage -INITIAL D THE MOVIE-
- スレイヤーズぷれみあむ（知恵タコ）
- デジモンアドベンチャー02 ディアボロモンの逆襲（テントモン）
- ピカチュウのドキドキかくれんぼ（サンド）

2002年
- 劇場版 サルゲッチュ 黄金のピポヘル・ウッキーバトル（ウッキーブルー）
- 劇場版 とっとこハム太郎 ハムハムハムージャ! 幻のプリンセス（ハムーハ王子）

2004年
- 金色のガッシュベル!!シリーズ（2004年 - 2005年、高嶺清麿） - 2作品

2006年
- 劇場版 遙かなる時空の中で 舞一夜（多季史）
- 劇場版BLEACH MEMORIES OF NOBODY（吉良イヅル）

2007年
- .hack//G.U. TRILOGY（ハセヲ）
- ベクシル 2077日本鎖国（リョウ）
- 劇場版BLEACH The DiamondDust Rebellion もう一つの氷輪丸（吉良イヅル）

2009年
- 劇場版デュエル・マスターズ 黒月の神帝（神月ミカド）

2011年
- スクライド オルタレイション 前編TAO（異納泰介）
- 手塚治虫のブッダ -赤い砂漠よ!美しく-（ナラダッタ）
- 豆富小僧（田口）

2012年
- 映画 ベルセルク 黄金時代篇I - III（2012年 - 2013年、グリフィス） - 3部作
- スクライド オルタレイション 後編QUAN（異納泰介）
- 虹色ほたる 〜永遠の夏休み〜（ユウタ〈大人〉）
- 名探偵コナン 11人目のストライカー（比護隆佑）

2013年
- 劇場版 あの日見た花の名前を僕達はまだ知らない。（松雪集〈ゆきあつ〉）
- 劇場版 トリコ 美食神の超食宝（ココ）
- コードギアス 亡国のアキト 第2・3・最終章（2013年 - 2016年、枢木スザク） - 3作品
- 魔女っこ姉妹のヨヨとネネ（健生）

2014年
- 劇場版 K MISSING KINGS（草薙出雲）
- サンタ・カンパニー（ペドロ・ロンド）

2015年
- 亜人（2015年 - 2016年、戸崎優） - 3部作
- 劇場版 PSYCHO-PASS サイコパス（雛河翔、槙島聖護）
- 劇場版 シドニアの騎士（岐神海苔夫）

2016年
- アクセル・ワールド INFINITE∞BURST（ブルー・ナイト）
- 傷物語（2016年 - 2017年、忍野メメ） - 3部作
- 劇場版 響け！ユーフォニアムシリーズ（2016年 - 2023年、滝昇） - 5作品
- ONE PIECE FILM GOLD（ギルド・テゾーロ〈青年〉）

2017年
- 虐殺器官（ジョン・ポール）
- BLAME!（霧亥）
- 打ち上げ花火、下から見るか? 横から見るか?（光石先生）
- くまのがっこう パティシエ・ジャッキーとおひさまのスイーツ(兄くま）
- コードギアス 反逆のルルーシュ I - III（2017年 - 2018年、枢木スザク） - 3部作
- はいからさんが通る（2017年 - 2018年、青江冬星） - 前後編
- GODZILLA（2017年 - 2018年、メトフィエス） - 3部作
- 曇天に笑う〈外伝〉〜決別、犲の誓い〜（金城白子）

2018年
- 劇場版Infini-T Force/ガッチャマン さらば友よ（テッカマン / 南城二）
- PEACE MAKER 鐵（山崎烝） - 前後編
- K SEVEN STORIES（草薙出雲) - Episode 1、Episode 5
- 曇天に笑う〈外伝〉〜宿命、双頭の風魔〜（金城白子〈壱助〉）

2019年
- PSYCHO-PASS サイコパス Sinners of the System Case.1・3（雛河翔、槙島聖護）
- コードギアス 復活のルルーシュ（枢木スザク）
- えいがのおそ松さん（松野おそ松）
- 映画 おしりたんてい シリーズ（2019年 - 2025年、かいとうU、ペンギンたろう） - 7作品
- HUMAN LOST 人間失格（堀木正雄）
- ぼくらの7日間戦争（本多政彦）

2020年
- デジモンアドベンチャー LAST EVOLUTION 絆（テントモン）
- 劇場版 SHIROBAKO（野亀武蔵）
- PSYCHO-PASS サイコパス 3 FIRST INSPECTOR（雛河翔）
- 劇場版 鬼滅の刃 無限列車編（冨岡義勇）
- どうにかなる日々（澤先生）
- 劇場版 Fate/Grand Order -神聖円卓領域キャメロット-（2020年 - 2021年、花の魔術師マーリン） - 前後編
- HoneyWorks 10th Anniversary "LIP×LIP FILM×LIVE"（前田睦）

2021年
- シドニアの騎士 あいつむぐほし（岐神海苔夫）
- 劇場版 七つの大罪 光に呪われし者たち（グリアモール）
- 劇場版マクロスΔ 絶対LIVE!!!!!!（シドニー・ハント）
- 劇場版 呪術廻戦 0（夏油傑）

2022年
- 映画 ゆるキャン△（志摩渉）
- 映画 バクテン!!（志田周作）
- おそ松さん〜ヒピポ族と輝く果実〜（松野おそ松）
- 劇場版 転生したらスライムだった件 紅蓮の絆編（ディアブロ）

2023年
- 劇場版 PSYCHO-PASS サイコパス PROVIDENCE（雛河翔）
- おそ松さん〜魂のたこ焼きパーティーと伝説のお泊り会〜（松野おそ松）

2024年
- BLOODY ESCAPE -地獄の逃走劇-（官僚A）
- 傷物語 -こよみヴァンプ-（忍野メメ）
- 劇場版ハイキュー!! ゴミ捨て場の決戦（月島明光）
- ふれる。 （Barの男性）

2025年
- 親鸞 人生の目的（親鸞聖人〈青年期〉）
- 劇場版 鬼滅の刃 無限城編 第一章 猗窩座再来（冨岡義勇）

### OVA
1997年
- アイドルプロジェクト
- ペンダント（正司）

1998年
- ペンダントII 〜想い出づくり〜（正司）
- MASTERキートン（ラルフ）

1999年
- 銀河英雄伝説外伝 螺旋迷宮
- ヒマラヤの光の王国（兵士B）

2000年
- いのち輝く灯（古賀元樹）
- 銀河英雄伝説外伝 奪還者
- 真ゲッターロボ対ネオゲッターロボ（一文字號）

2001年
- ハイパー無軌道オリジナル・ビデオ・アニメーション ぷにぷに☆ぽえみぃ（ガキ）

2002年
- I'll/CKBC（高柳学）
- ゲートキーパーズ21（浮矢瞬）
- こすぷれCOMPLEX（田宮耕介）
- ジャングルはいつもハレのちグゥ デラックス（アレ〈兄〉）
- .hack//Liminality（香住智成）
- フロム I"s アイズ 〜もうひとつの夏の物語〜（2002年 - 2003年、瀬戸一貴） - 2シリーズ、コンビニ限定販売OAD

2003年
- アレクサンドロスの決断（幼少期のフィリッポス）
- がぁーでぃあんHearts（渡和也）
- グローランサーIV（ヴァレリー）

2004年
- おジャ魔女どれみナ・イ・ショ（温彦）
- カレイドスター 新たなる翼 -EXTRA STAGE-「笑わない すごい お姫様」（レオン・オズワルド）
- Phantom -PHANTOM THE ANIMATION-（吾妻玲二〈ツヴァイ〉）

2005年
- 永遠のアセリア 「求め」の声（高峰悠人）
- がぁーでぃあんHearts ぱわ〜あっぷ!（渡和也）
- 鴉 -KARAS-（鳳春院廻向）
- GUNDAM EVOLVE../13 RMS-108 MARASAI（ジョナサン）
- 好きなものは好きだからしょうがない!!（北村風太〈大人〉）
- 聖闘士星矢 冥王ハーデス冥界編（ドラゴン紫龍）
- セイント・ビースト〜幾千の昼と夜 編〜（玄武のシン）
- ファイナルファンタジーVII アドベントチルドレン（2005年 - 2009年、クラウド・ストライフ） - 2作品
- フリクリ（黒服たち）
- V・B・ローズ（有坂紫） - 『花とゆめ』2005年 応募者全員サービス
- ラストオーダー ファイナルファンタジーVII（クラウド・ストライフ）

2006年
- ハローキティのくるみ割り人形（フリッツ）
- ハローキティの桃太郎（いぬのしん）
- Memories Off#5 とぎれたフィルム THE ANIMATION（日名雄介）

2007年
- 今日からマ王! R（渋谷有利）
- 東京マーブルチョコレート（悠大）
- .hack//G.U. Returner（ハセヲ）

2008年
- キレパパ。（榊俊介）
- switch（倉林春）
- 聖闘士星矢 冥王ハーデスエリシオン編（ドラゴン紫龍）
- ハローキティのおやゆび姫（コガネムシ）
- .hack//G.U. TRILOGY（ハセヲ）
- BLEACH カラブリ! 護廷十三屋台大作戦!（吉良イヅル）

2009年
- 限定少女。（曽我部弘之）
- 聖闘士星矢 THE LOST CANVAS 冥王神話（ミーノス）
- 珍遊記 -太郎とゆかいな仲間たち-（ガンス）
- DOGS/BULLETS&CARNAGE（ハイネ）

2010年
- バッドバツ丸のアリとキリギリス（キリギリス）
- ハローキティの雪の女王（トナカイ）

2011年
- オレ様キングダム（黒澤瞬）
- かってに改蔵（勝改蔵）
- 装甲騎兵ボトムズ 孤影再び（ギャッシルマン）
- Fate/Prototype（セイバー）

2012年
- ギルティクラウン ロストクリスマス（スクルージ） - ゲーム限定版同梱DVD
- コードギアス 反逆のルルーシュ ナナリーinワンダーランド（枢木スザク）
- 純情ロマンチカ（高橋美咲） - コミックス第16巻プレミアムアニメDVD付き限定版
- まりもの花 〜最強武闘派小学生伝説〜（シュン）
- 名探偵コナン BONUS FILE ファンタジスタの花（比護隆佑） - 応募者全員サービスDVD

2013年
- OVAの中に1人、妹がいる!（帝野将悟）
- オレ様キングダム（黒澤瞬） - コミックス第9巻DVD付き特装版
- 好きっていいなよ。（黒沢大和） - コミックス第11巻DVD付き限定版

2014年
- 暁のヨナ アニメPV DVD ヨナ始（カン・テジュン） - 『花とゆめ』19号付録
- 悪魔のリドル（溝呂木辺） - Blu-ray＆DVD 第7巻OVA
- 今際の国のアリス（苣屋駿太郎） - コミックス第13巻DVD付き限定版
- 翠星のガルガンティア 〜めぐる航路、遥か〜 前編（ロボット）
- マギ シンドバッドの冒険（2014年 - 2015年、ジャーファル） - 3作品

2015年
- 今際の国のアリス（苣屋駿太郎） - コミックス第14巻DVD付き限定版
- オオカミ少女と黒王子（佐田恭也） - コミックス第12巻DVD付き同梱版
- 翠星のガルガンティア 〜めぐる航路、遥か〜 後編（マズル）
- ダイヤのA（御幸一也） - コミックス第45・46巻DVD付き限定版
- DIABOLIK LOVERS（無神ルキ） - PS Vita専用ソフト『DIABOLIK LOVERS DARK FATE』アニメイト限定セット付属のDVD
- デジモンアドベンチャー tri.（2015年 - 2018年、テントモン） - 6部作
- ニセコイ（相葉右助） - 単行本16巻限定版OVA
- 響け！ユーフォニアム「かけだすモナカ」（滝昇） - 第1期Blu-ray第7巻収録番外編

2016年
- 亜人「中村慎也事件」（戸崎優） - 単行本第8巻限定版
- 食戟のソーマ タクミの下町合戦（一色慧） - コミックス第18巻DVD付き限定版
- 魔法使いの嫁 星待つひと（三浦理一）※コミックス第6〜8巻アニメーションDVD付き特装版
- ダイヤのA actⅡ（御幸一也） - コミックス第4・5巻DVD付き限定版

2017年
- 岸辺露伴は動かない（2017年 - 2020年、岸辺露伴） - 3作品
- 初恋モンスター（高橋奏） - 単行本第8巻アニメDVD付き特装版
- 藤原不比等〜古代日本の礎を築いた男〜（藤原不比等）
- 食戟のソーマ 遠月十傑（一色慧） - コミックス第25巻DVD付き限定版

2019年
- モブサイコ100 第一回霊とか相談所慰安旅行〜ココロ満たす癒やしの旅〜（霊幻新隆）
- 中高一貫!!キメツ学園物語 鬼滅の宴 特別編（冨岡義勇）
- 蒼穹のファフナー THE BEYOND（2019年 - 2021年、マレスペロ）

2020年
- ゆるキャン△スペシャルエピソード（志摩渉） - へやキャン△ BD / DVD特典映像
- 転生したらスライムだった件 外伝：リムルの華麗な教師生活 その3（クロ） - コミックス第16巻DVD付限定版

2021年
- Fate/Grand Carnival（マーリン、謎のネコZ）

2024年
- コードギアス 奪還のロゼ（枢木スザク）

### Webアニメ
2009年
- 化物語（2009年 - 2010年、忍野メメ）

2011年
- こぴはん（栂山晴彦）

2015年
- 弱酸性ミリオンアーサー（クーホリン）

2016年
- オシリスの天秤（教祖）
- 暦物語（忍野メメ）
- 走れ!おう松さん 6つ子とおうまの物語（松野おそ松）
- ヒストリカル（エンザ）神戸女子大学オリジナルアニメ

2017年
- おしりたんてい（かいとうU）

2018年
- ているず おぶ ざ れいず 劇場（アスベル・ラント）

2019年
- 7SEEDS（2019年 - 2020年、涼） - 2シリーズ
- 聖闘士星矢: Knights of the Zodiac（2019年 - 2023年、ドラゴン紫龍） - 3シリーズ
- ケンガンアシュラ（2019年 - 2023年、ハサド） - 2シリーズ 
- Levius -レビウス-（ビル・ウェインバーグ）

2020年
- バトルスピリッツ 赫盟のガレット / ミラージュ（2020年 - 2022年、ガレット・レヴォ、白の王、百瀬勇貴） - 2作品
- 虫籠のカガステル（フランツ）
- ニンジャラ エピソード0 ニンジャガム誕生（バートン）
- 薄明の翼（ダンデ）

2021年
- 中高一貫!!キメツ学園物語 バレンタイン編（冨岡義勇）
- 終末のワルキューレ（ポセイドン）

2022年
- テルマエ・ロマエ ノヴァエ（吉田）
- Shenmue the Animation（藍帝）
- エクセプション（マック）

2023年
- 伊藤潤二『マニアック』（引摺一也）
- Fate/Grand Order 藤丸立香はわからない（マーリン）
- GAMERA -Rebirth-（佐々木宗篤）

### ゲーム
1999年
- ゲートキーパーズ（浮矢瞬）
- シェンムー 一章 横須賀（藍帝、栗田士郎、馳浩司、三橋五郎）
- ときめきメモリアル ドラマシリーズ vol.3 旅立ちの詩

2000年
- KAIKAN PHRASE 堕天使降臨（サン太）
- ハッピー!ハッピー!!ボーダーズ（赤倉圭介）
- バウンサー（シオン・バルザード）

2001年
- シェンムーII（ユアン）
- バーチャファイター4（雷飛）
- マキシモ（マキシモ）

2002年
- Lしたいね!（柊音羽、神林晶）
- GALAXY ANGEL（レッド・アイ）
- キングダム ハーツ（クラウド・ストライフ）
- クロノアビーチバレー 最強チーム決定戦!（ガンツ）
- クロノアヒーローズ 伝説のスターメダル（ガンツ）
- サルゲッチュ2（ウッキーブルー）
- JEWEL GARDEN（木野里恵一）
- ジョジョの奇妙な冒険 黄金の旋風（ブチャラティ）
- スター・ウォーズ ギャラクティック・バトルグラウンド（アナキン・スカイウォーカー）
- ダーククロニクル（ギルトーニ、トム）
- .hack（ジーク）
- バーチャファイター4 エボリューション（雷飛）
- ヒカルの碁 院生頂上決戦（本田敏則）
- ヒカルの碁 平安幻想異聞録（陰陽師）

2003年
- グローランサーIV（ヴァレリー）
- ファンタスティックフォーチュン2（リュート＝ウィルソン）
- Lasting Snow（芹沢識）

2004年
- 学園ヘヴン BOY'S LOVE SCRAMBLE! Type B（遠藤和希）
- キングダム ハーツ チェイン オブ メモリーズ（クラウド・ストライフ）
- コロッケ!4 バンクの森の守護神（マスタード）
- 金色のガッシュベル!! 友情タッグバトル（高嶺清麿）
- 金色のガッシュベル!! 魔界のブックマーク（高嶺清麿）
- 金色のガッシュベル!! 友情タッグバトル フルパワー（高嶺清麿）
- 金色のガッシュベル!! 激闘!最強の魔物達（高嶺清麿）
- 金色のガッシュベル!! うなれ!友情の電撃2（高嶺清麿）
- スーパーロボット大戦GC（一文字號）
- ステラデウス（セイオン）
- ちゅ〜かな雀士てんほー牌娘（破邪丸）
- デジモンバトルクロニクル（テントモン）
- バーチャファイター4 ファイナルチューンド（雷飛）
- 幕末恋華 新選組（才谷梅太郎）
- ピポサルアカデミ〜ア（ウッキーブルー）
- フルハウスキス（羽倉麻生）
- マイネリーベ 優美なる記憶（オルフェレウス）
- ロックマンX コマンドミッション（エックス）

2005年
- イレギュラーハンターX（エックス）
- 怪盗アプリコット（松原大樹、満）
- 学園ヘヴン おかわりっ!（遠藤和希）
- キングダム ハーツII（クラウド・ストライフ）
- コロッケ!DS 天空の勇者たち（マスタード）
- 金色のガッシュベル!! 友情タッグバトル2（高嶺清麿）
- 金色のガッシュベル!! ザ・カードバトル for GBA（高嶺清麿）
- 金色のガッシュベル!! うなれ!友情の電撃 ドリームタッグトーナメント（高嶺清麿）
- 金色のガッシュベル!! ゴー!ゴー!魔物ファイト!!（高嶺清麿）
- サルゲッチュ3（ウッキーブルー）
- 新選組群狼伝（坂本竜馬）
- テイルズ オブ レジェンディア（ワルター・デルクェス）
- 天外魔境III NAMIDA（ナミダ）
- NANA（本城蓮）
- NAMCO x CAPCOM（ガンツ、レッドアリーマージョーカー）
- ファンタスティックフォーチュン2☆☆☆（リュート＝ウィルソン）
- ふしぎ遊戯 玄武開伝 外伝 鏡の巫女（女宿 / リムド）
- プリンセスメーカー4（シャルル）
- MEDICAL91（冴草宗司）
- Memories Off #5 とぎれたフィルム（日名雄介）
- ロックマンX8（エックス）

2006年
- アーマード・コア4（レオハルト）
- 悪魔城ドラキュラ ギャラリー オブ ラビリンス（ジョナサン・モリス）
- 乙女的恋革命★ラブレボ!!（一ノ瀬蓮）
- Quartett! 〜THE STAGE OF LOVE〜（フィル・ユンハース）
- 今日からマ王! おれさまクエスト（渋谷有利）
- 今日からマ王! はじマりの旅（渋谷有利）
- グラナド・エスパダ（ケス・キエルチェ）
- 自律機動戦車イヅナ（杉田宗親）
- スーパーロボット大戦XO（一文字號）
- ゼーガペイン XOR シリーズ（トガ・ヴィタール）
- ゼーガペイン NOT（トガ・デュープ）
- ダージュ オブ ケルベロス ファイナルファンタジーVII（クラウド・ストライフ）
- 転生學園月光録（草凪八雲、館脇道文）
- .hack//G.U.（2006年 - 2017年、ハセヲ） - 4作品
- バーチャファイター5（雷飛）
- 遙かなる時空の中で 舞一夜（多季史）
- BLEACH 〜放たれし野望〜（吉良イヅル）
- フルハウスキス2（羽倉麻生）
- マーメイドプリズム（シャルトリュー・シュワルツェ）
- マイネリーベII 誇りと正義と愛（オルフェレウス）
- ラブ★コン〜パンチDEコント〜（大谷敦士）

2007年
- オレンジハニー〜僕はキミに恋してる〜（白石慎也）
- 今日からマ王! 眞マ国の休日（渋谷有利）
- キングダム ハーツ Re:チェイン オブ メモリーズ（クラウド・ストライフ）
- CRISIS CORE -FINAL FANTASY VII-（クラウド・ストライフ）
- コードギアス 反逆のルルーシュ（枢木スザク）※ニンテンドーDS版
- 聖闘士星矢 冥王ハーデス十二宮編（ドラゴン紫龍）
- セイント・ビースト 〜螺旋の章〜（玄武のシン）
- ゼロの使い魔 小悪魔と春風の協奏曲（ギーシュ・ド・グラモン）
- ゼロの使い魔 夢魔が紡ぐ夜風の幻想曲（ギーシュ・ド・グラモン）
- D.Gray-man 〜神の使徒たち〜（神田ユウ）
- トラスティベル ショパンの夢（フーガ）
- NARUTO -ナルト- 疾風伝 ナルティメットアクセル2（サソリ〈本体〉）
- NARUTO -ナルト- 激闘忍者対戦EX2（サソリ〈本体〉）
- Memories Off #5 encore（日名雄介）

2008年
- コードギアス 反逆のルルーシュ LOST COLORS（枢木スザク）
- コードギアス反逆のルルーシュR2 盤上のギアス劇場（枢木スザク）
- 純情ロマンチカ 〜恋のドキドキ大作戦〜（高橋美咲）
- 白騎士物語 -古の鼓動-（シャプール）
- 零 月蝕の仮面（灰原耀、相庭崇）
- ゼロの使い魔 迷子の終止符と幾千の交響曲（ギーシュ・ド・グラモン）
- 戦場のヴァルキュリア（ファルディオ・ランツァート）
- 男子寮ヒミツのアイドル（相澤祐哉）
- ディシディア ファイナルファンタジー（クラウド・ストライフ）
- バーチャファイター5 R（雷飛）
- 花より男子 -恋せよ女子!-（道明寺司、国沢亜門）
- ラブマジ（双薇春也）

2009年
- アイテムゲッター 〜僕らの科学と魔法の関係〜（ヨハネス・ハルトヴィック）
- あやかし秘密の生徒会（神代朔耶）
- キングダム ハーツ コーデッド（クラウド）
- クルトン-QRUTON-（赤坂先輩、サル）
- ディシディア ファイナルファンタジー ユニバーサルチューニング（日本語版戦闘ボイス）（クラウド・ストライフ）
- テイルズ オブ グレイセス（アスベル・ラント）
- ナデプロ!! 〜キサマも声優やってみろ!〜（櫻小路一海）
- Le Ciel Bleu 〜ル・シエル・ブルー〜（聖霊ジュサイア）
- ワンド オブ フォーチュン（ユリウス・フォルトナー）

2010年
- 悪魔城ドラキュラ ハーモニー オブ ディスペアー（ジョナサン・モリス）
- Another Century's Episode:R（枢木スザク）
- あすか! 〜僕ら星灯高校野球団〜（水瀬蓮）
- 裏切りは僕の名前を知っている -黄昏に堕ちた祈り-（ルカ＝クロスゼリア）
- 乙女的恋革命★ラブレボ!! Portable（一ノ瀬蓮）
- キングダム ハーツ Re:コーデッド（クラウド・ストライフ）
- サモンナイトグランテーゼ 滅びの剣と約束の騎士（ロスト）
- SANGOKU CHAOS〜三国CHAOS〜（劉備）
- 三国恋戦記〜オトメの兵法!〜（雲長）
- 白騎士物語 -光と闇の覚醒-（シャプール）
- 戦場のヴァルキュリア2 ガリア王立士官学校（ファルディオ・ランツァート）
- TAKUYO Mix Box 〜ファーストアニバーサリー〜（松原大樹）
- ダンガンロンパ 希望の学園と絶望の高校生（桑田怜恩）
- テイルズ オブ グレイセス エフ（アスベル・ラント）
- テイルズ オブ ファンタジア なりきりダンジョンX（アスベル・ラント〈コスチューム〉）
- デジモンクロスウォーズ 超デジカ大戦（ドンドコモン）
- .hack//Link（ハセヲ、ジーク）
- ナイプリ!月下のナイト&プリンセス（蒼月終夜）
- 二世の契り（山本勘助）
- バーチャファイター5 ファイナルショーダウン（雷飛）
- 幕末新撰組恋浪漫's（沖田総司）
- B's-LOG パーティー♪（一ノ瀬蓮）
- HOSPITAL. 6人の医師（囚人番号：CR-S01）
- 雅恋 〜MIYAKO〜（源頼光）
- 4じてん。 四字熟王立学院中等部 定期試験（喜怒・哀楽）
- ワンド オブ フォーチュン ポータブル（ユリウス・フォルトナー）
- ワンド オブ フォーチュン 〜未来へのプロローグ〜（ユリウス・フォルトナー）
- ワンド オブ フォーチュン 〜未来へのプロローグ〜 ポータブル（ユリウス・フォルトナー）

2011年
- Are you Alice?（アリス）
- オレ様キングダム 恋もマンガもデビューを目指せ! ドキドキLOVEレッスン（黒澤瞬）
- 籠の中のアリシス（フランシス）
- 神なる君と（天津国星縁尊）
- CHAOS RINGS Ω-OMEGA-（ユタ）
- グローランサーIV オーバーリローデッド（ヴァレリー）
- 月華繚乱ROMANCE（蘇芳大和）
- 恋して彼氏（滝川龍之介）
- スタープロジェクト（矢野一輝）
- 聖闘士星矢戦記（ドラゴン紫龍）
- セブンスドラゴン2020（タケハヤ、キャラメイクボイス）
- 第2次スーパーロボット大戦Z 破界篇 / 再世篇（枢木スザク）
- つくものがたり（ディニー・ウィリアムズ）
- ディシディア デュオデシム ファイナルファンタジー（クラウド・ストライフ）
- テイルズ オブ ザ ワールド レディアント マイソロジー3（アスベル・ラント）
- 恋愛×伝奇 転生学園（館脇道文）
- トリコ グルメサバイバル!（ココ）
- トレジャーリポート 機械じかけの遺産（オリバー・フェローネ）
- 謎惑館 〜音の間に間に〜（主人公）
- 二世の契り 想い出の先へ（山本勘助）
- ぬらりひょんの孫 百鬼繚乱大戦（首無）
- ノーラと刻の工房 霧の森の魔女（キト・ベールマン、ダビー・フランク）
- BEYOND THE FUTURE - FIX THE TIME ARROWS -（キリテ・アストリア）
- ファイナルファンタジー 零式（クラサメ・スサヤ）
- 文明開華葵座異聞録（福澤諭吉）
- マザーグースの秘密の館（アーサー＝リンドグレン）
- 雅恋 〜MIYAKO〜 月詠の夢（源頼光）
- ワンド オブ フォーチュン2 〜時空に沈む黙示録〜（ユリウス・フォルトナー）

2012年
- あの日見た花の名前を僕達はまだ知らない。（松雪集〈ゆきあつ〉）
- オレ様キングダム イケメン彼氏をゲットしよ! もえキュン スクールデイズ（黒澤瞬）
- 官能昔話 ポータブル（王子）
- ギルティクラウン ロストクリスマス（スクルージ）
- グリム・ザ・バウンティハンター（ジュール＝ロズモンド）
- 幻想水滸伝 紡がれし百年の時（ザヴィド）
- 12時の鐘とシンデレラ〜Halloween Wedding〜（グラス＝ウォーカー）
- スクール・ウォーズ（岬深也）
- Starry☆Sky 〜After Winter〜（雪城律）
- 聖痕のエルドラド（セルヴァン・グランツ）
- 葬除屋×LORD（御堂颯真）
- 停電少女と羽蟲のオーケストラ 停電いろは珠（灰羽）
- 停電むすコラ。（灰羽）
- テイルズ オブ ザ ヒーローズ ツインブレイヴ（アスベル・ラント）
- 東京バベル（アダム）
- .hack//Versus（ハセヲ）
- とびたて!超時空トラぶる花札大作戦（セイバー）
- トリコ グルメサバイバル!2（ココ）
- トリコ グルメモンスターズ!（ココ）
- 幕末志士の恋愛事情 iOS版（桂小五郎）
- 化物語 ポータブル（忍野メメ）
- BLACK WOLVES SAGA -Bloody Nightmare-（メヨーヨ・フォン・ガバルディ）
- BLACK WOLVES SAGA -Last Hope-（メヨーヨ・フォン・ガバルディ）
- PROJECT X ZONE（エックス）
- 文明開華 葵座異聞録 再演（福澤諭吉）
- 雅恋 〜MIYAKO〜 あわゆきのうたげ（源頼光）
- 山の手男子（花園葵）
- ルビニアサーガ（レオ・アルヴィオール）
- ワンド オブ フォーチュン2 FD 〜君に捧げるエピローグ〜（ユリウス・フォルトナー）

2013年
- アクセル・ワールド -加速の頂点-（ブルー・ナイト）
- 裏語 薄桜鬼（グラバー）
- 英雄伝説 閃の軌跡（クロウ・アームブラスト）
- XBLAZE CODE:EMBRYO（鵜丸総一朗）
- 乙女的恋革命★ラブレボ!! 100kgからはじまる→恋物語（一ノ瀬蓮）
- キングダム ハーツ HD 1.5 リミックス（クラウド・ストライフ）
- さくら荘のペットな彼女（三鷹仁）
- サモンナイト5（レックス）
- 三国恋戦記〜オトメの兵法!〜 思いでがえし（雲長）
- 神撃のバハムート（ルシフェル、ムンちゃん）
- スーパーロボット大戦Operation Extend（ヒルツ、枢木スザク）
- スクール・ウォーズ〜卒業戦線〜（岬深也）
- Starry☆Sky 〜After Winter〜 Portable（雪城律）
- 青春はじめました!（熱海理人）
- 聖闘士星矢 ブレイブ・ソルジャーズ（ドラゴン紫龍）
- セブンスドラゴン2020-II
- 戦国大戦 1590 葵 関八州に起つ（R浅井政元、UC白石宗直、SR伊達政宗、R井伊直政、R香宗我部親泰 他）
- Tiny×MACHINEGUN（レイガンド・マクダニエル）
- Double Score（神園京雅）
- ダンガンロンパ1・2 Reload（桑田怜恩）
- DIABOLIK LOVERS MORE,BLOOD（無神ルキ）
- デジモンアドベンチャー（テントモン）
- 図書室のネヴァジスタ THE FOOL（茅晃弘）
- トリコ グルメガバトル!（ココ）
- NARUTO -ナルト- 疾風伝 ナルティメットストーム3（サソリ）
- 花咲くまにまに（白玖）
- ファンタシースターオンライン2（ルーサー、ダークファルス【敗者】、男性追加ボイス45、サガ 他）
- ベルセルク 〜快進撃!怒涛の傭兵団〜（グリフィス）
- ボーイフレンド（仮）（鷺坂柊）
- マギ はじまりの迷宮（ジャーファル）
- 嫁コレ（槙島聖護、黒沢大和、シロクマくん、一宮大志）
- ロミオVSジュリエット（ロミオ＝モンタギュー）

2014年
- あかやあかしやあやかしの（遠近秋良）
- 裏語 薄桜鬼〜暁の調べ〜（グラバー）
- 英雄伝説 閃の軌跡 II（クロウ・アームブラスト）
- 王子様のプロポーズ Love Tiara（ウィル・A・スペンサー）
- 俺の屍を越えてゆけ2（おぼろ幻八、華厳大仙、光無ノ刑人）
- 乖離性ミリオンアーサー（クーホリン）
- 学園K -Wonderful School Days-（草薙出雲）
- 学園ヘヴン2 〜DOUBLE SCRAMBLE!〜（鈴菱和希）
- 機動戦士ガンダム外伝 ミッシングリンク（ヴィンセント・グライスナー）
- 禁忌のマグナ（カイザー）
- キングダム ハーツ HD 2.5 リミックス（クラウド・ストライフ）
- グランブルーファンタジー（2014年 - 2024年、ルシフェル、ルシオ / ヘレル・ベン・サハル、黒き怪物〈アバター〉、ルシファー / 不破大黒、シャオ、ムンちゃん、枢木スザク、冨岡義勇、ディアブロ） - 4作品
- 黒雪姫〜スノウ・ブラック〜（ファーレン＝ハイト）
- 黒雪姫〜スノウ・マジック〜（ファーレン＝ハイト）
- 三国志パズル大戦（司馬懿）
- 忍び、恋うつつ（霧隠蔵人）
- 十三支演義 〜偃月三国伝2〜（諸葛亮）
- 第3次スーパーロボット大戦Z 時獄篇 / 天獄篇（2014年 2015年、枢木スザク） - 2作品
- 大乱走ダッシュor奪取!!（榛東京哉）
- DIABOLIK LOVERS VANDEAD CARNIVAL（無神ルキ）
- テイルズ オブ アスタリア（アスベル・ラント）
- テイルズ オブ ザ ワールド レーヴ ユナイティア（アスベル・ラント）
- NARUTO -ナルト- 疾風伝 ナルティメットストームレボリューション（サソリ）
- にゃんらぶ 〜私の恋の見つけ方〜（西條鳴海）
- ノブナガ・ザ・フール 戦乱のレガリア（アケチ・ミツヒデ）
- BinaryStar（コノミ・レイラ）
- ハマトラ Look at Smoking World（ソウケン）
- FINAL FANTASY VII Gバイク（クラウド・ストライフ）
- 放課後colorful＊step 〜うんどうぶ!〜（橘コウ）
- マギ 新たなる世界（ジャーファル）
- マギ Dungeon & Magic（ジャーファル）
- ロストディメンション（ジ・エンド）
- ロミオ&ジュリエット（ロミオ＝モンタギュー）
- ワンダーフリック（クロス・アポロン）

2015年
- うたわれるもの 偽りの仮面（オウギ）
- XBLAZE LOST:MEMORIES（鵜丸総一朗）
- オルタンシア・サーガ -蒼の騎士団-（ルーカン、エディオ）
- 終わりのセラフ 運命の始まり（フェリド・バートリー）
- 終わりのセラフ BLOODY BLADES（フェリド・バートリー）
- 学園K -Wonderful School Days- V Edition（草薙出雲）
- クイズRPG 魔法使いと黒猫のウィズ（アルドベリク・ゴドー、サッド・アルドベリク、枢木スザク）
- グリザイアの迷宮 〜「グリザイアの残光」〜（風見雄二） - DVD・Blu-ray グリザイアの楽園 5巻 特典新規エピソード
- 恋せよ王子様（エマ）
- PSYCHO-PASS サイコパス 選択なき幸福（槙島聖護）
- 忍び、恋うつつ -雪月花恋絵巻-（霧隠蔵人）
- 終天のトロイメライ（ジークフリード）
- 食戟のソーマ 友情と絆の一皿（一色慧）
- 聖闘士星矢 ソルジャーズ・ソウル（ドラゴン紫龍）
- セブンスドラゴンIII code:VFD
- 戦国大戦 -1615 大坂燃ゆ、世は夢の如く-（井伊直孝、木村重成、SS猿飛佐助）
- 戦国BASARA4 皇（千利休）
- 大乱闘スマッシュブラザーズ for Nintendo 3DS / Wii U（クラウド） - DLC追加キャラクター
- DIABOLIK LOVERS DARK FATE（無神ルキ）
- DIABOLIK LOVERS MORE,BLOOD LIMITED V EDITION（無神ルキ）
- ディシディア ファイナルファンタジー（クラウド・ストライフ）
- 帝国海軍恋慕情〜明治横須賀行進曲〜（原正毅）
- デビルサバイバー2 ブレイクレコード（憂う者 / アルコル）
- ドラゴンズドグマ オンライン（キースヒルト）
- BAD APPLE WARS（アルマ）
- 百華夜光（白蓮）
- ファイナルファンタジー 零式 HD（クラサメ・スサヤ）
- プリンス・オブ・ストライド（八神巴）
- PROJECT X ZONE 2:BRAVE NEW WORLD（エックス、ハセヲ）
- メビウス ファイナルファンタジー（クラウド・ストライフ）
- 夢王国と眠れる100人の王子様（オリオン、イリア、シロクマくん）
- 琉球異聞 朱桜の繋（松露）
- レイギガント（七城卯月）
- 実況パワフルプロ野球（御幸一也、冨岡義勇）

2016年
- アカシックリコード（陸原智）
- 一血卍傑-ONLINE-（シュテンドウジ）
- うたわれるもの 二人の白皇（オウギ）
- ウルトラマン フュージョンファイト!（オーブリング音声）
- SDガンダム GGENERATION（2016年 - 2025年、ヴィンセント・グライスナー、マクギリス・ファリド / モンターク、マイキャラクターボイス男性〈GENESIS・CROSSRAYS〉） - 3作品
- エンドライド-X fragments-（チトセ）
- OZ Chrono Chronicle（カカシ）
- おそ松さんのへそくりウォーズ 〜ニートの攻防〜（松野おそ松）
- おそ松さん 松野家扶養選抜会場（松野おそ松）
- おそ松さん 松まつり!（松野おそ松）
- クロスワールド（レリクス）
- サモンナイト6 失われた境界たち（レックス）
- 戦国BASARA 真田幸村伝（千利休）
- 空と大地のクロスノア（ファイター）
- チェインクロニクル（オウギ）
- DYNAMIC CHORD feat.apple-polisher（音石夕星）
- DIABOLIK LOVERS LUNATIC PARADE（無神ルキ）
- ディバインゲート（サンタクローズ）
- NARUTO -ナルト- 疾風伝 ナルティメットストーム4（サソリ）
- ニル・アドミラリの天秤 帝都幻惑綺譚（鷺澤累）
- ピリオドキューブ 〜鳥籠のアマデウス〜（アストラム）
- Fate/Grand Order（2016年 - 2022年、マーリン、アーサー・ペンドラゴン〔プロトタイプ〕） - 2作品
- ふこうよアンサンブル 〜北宇治高校吹奏楽部へようこそ〜（滝昇）
- ベルセルク無双（グリフィス / フェムト、光の鷲）
- ボーイフレンド（仮）きらめき☆ノート（鷺坂柊）
- 猛獣たちとお姫様（魔術師）
- モブサイコ100 サイキックパズル（霊幻新隆）
- リゾートへようこそ 〜総支配人は恋をする〜（ヒューゴ）
- レコラヴ Gold Beach（堂下聖夜）
- ワールド オブ ファイナルファンタジー（クラウド）
- ワールドチェイン（織田信吾）
- ワンド オブ フォーチュン R（ユリウス・フォルトナー）

2017年
- 蒼き革命のヴァルキュリア（フリート・エリクセン）
- 花朧 〜戦国伝乱奇〜（柴田勝家）
- BLACK WOLVES SAGA -Weiβ und Schwarz-（メヨーヨ・フォン・ガバルディ）
- ディシディア ファイナルファンタジー オペラオムニア（クラウド・ストライフ）
- ファイアーエムブレム ヒーローズ（2017年 - 2025年、ルカ、ユリウス、エリウッド、ブラミモンド）
- 仁王（石田三成）
- DIABOLIK LOVERS LOST EDEN（無神ルキ）
- モンスターストライク（2017年 - 2025年、クラウド・ストライフ、冨岡義勇、閻魔、夏油傑、優一郎黒野、ディアブロ、枢木スザク）
- アクセル・ワールド VS ソードアート・オンライン 千年の黄昏（ブルー・ナイト）
- ファタモルガーナの館 -COLLECTED EDITION-（ミシェル）
- アナザーエデン 時空を超える猫（シオン）
- ZERO ESCAPE 9時間9人9の扉 善人シボウデス ダブルパック（ニルス）
- 茜さすセカイでキミと詠う（藤原定家）
- ファイアーエムブレム Echoes もうひとりの英雄王（ルカ）
- 黒騎士と白の魔王（バルドル）
- キャプテン翼 〜たたかえドリームチーム〜（カール・ハインツ・シュナイダー）
- おそ松さん THE GAME はちゃめちゃ就職アドバイス -デッド オア ワーク-（おそ松）
- ガンダムバーサス（ヴィンセント・グライスナー）
- 君と霧のラビリンス（白）
- グリザイアの果実 -SIDE EPISODE-（風見雄二）
- テイルズ オブ ザ レイズ（2017年 - 2022年、ワルター・デルクェス、アスベル・ラント / 闇を纏うアスベル、ハセヲ）
- 猛獣たちとお姫様 〜in blossom〜（ライマー）
- ニル・アドミラリの天秤 クロユリ炎陽譚（鷺澤累）
- 英雄伝説 閃の軌跡III（蒼のジークフリート）
- 忍び、恋うつつ -甘蜜花絵巻-（霧隠蔵人）
- いただきストリート ドラゴンクエスト&ファイナルファンタジー 30th ANNIVERSARY（クラウド）
- 真・女神転生 DEEP STRANGE JOURNEY（ヒメネス、バガブー）
- ソラとウミのアイダ（風祭譲次）
- バトルオブブレイド（ソリトゥス）
- 恋愛プリンセス 〜ニセモノ姫と10人の婚約者〜（レヴィン＝ドール）
- エターナルリンケージ 蒼穹のアムネシア（エドワード）
- ゼノブレイド2（2017年 - 2018年、シン、イルイル、クピィタピィ）
- LORD of VERMILION IV（霧亥）
- オトメ勇者（ヒガン）

2018年
- ワールドエンドヒーローズ（七見薔明）
- ディシディア ファイナルファンタジー NT（クラウド・ストライフ）
- 銀魂乱舞（斉藤終）
- 七つの大罪 ブリタニアの旅人（グリアモール）
- オーディンクラウン（アクタイオン）
- 誰ガ為のアルケミスト（ソル）
- 忍び、恋うつつ -万花彩絵巻-（霧隠蔵人）
- スーパーロボット大戦X（枢木スザク、ビゾン・ジェラフィル / エフゲニー・ケダール）
- ドラゴンクエスト ライバルズ（ホメロス / 魔軍指令ホメロス）
- ディズニー マジカルファーム 〜マジックキャッスルストーリー〜（トレヴァー、カイル、リュカ）
- グランクレスト戦記（ヴィラール・コンスタンス）
- シンエンレジスト（ムサシ）
- DYNAMIC CHORD feat.apple-polisher V edition（音石夕星）
- 機動戦士ガンダム エクストリームバーサス　マキシブースト ON（マクギリス・ファリド）
- 妖怪ウォッチ ぷにぷに（水神矢成龍）
- デジモンリアライズ（テントモン）
- IDOL FANTASY（勝間団十郎）
- ファンタジーライフ オンライン
- ロックマンX アニバーサリー コレクション2（エックス）
- 〈物語〉シリーズ ぷくぷく（忍野メメ）
- ブラッククローバー カルテットナイツ（リヒト）
- ゼノブレイド2 黄金の国イーラ（シン）
- ワイルドアームズ ミリオンメモリーズ（アシュレー・ウィンチェスター）
- うたわれるもの斬 / 2（2018年 - 2021年、オウギ） - 2作品
- 英雄伝説 閃の軌跡IV -THE END OF SAGA-（クロウ・アームブラスト）
- ドラガリアロスト（リーフ）
- 白猫テニス（ニオー・ミデン）
- ゲシュタルト・オーディン（月城ナツメ）
- ソウルキャリバーVI（グロー）
- 機動戦士ガンダム エクストリームバーサス2（2018年 - 2025年、マクギリス・ファリド、ヴィンセント・グライスナー） - 4作品
- 大乱闘スマッシュブラザーズ SPECIAL（2018年 - 2020年、クラウド）
- ワンダーグラビティ 〜ピノと重力使い〜（ヒューストン）
- 囚われのパルマ Refrain（須田看守）
- キングスレイド（エスカー）

2019年
- JUMP FORCE（紫龍）
- スーパーロボット大戦T（レイ・ラングレン）
- スーパーロボット大戦DD（2019年 - 2025年、枢木スザク、マクギリス・ファリド、トリルラン、一文字號）
- スーパーロボット大戦X-Ω（2019年 - 2020年、枢木スザク、イスズ・イチノセ）
- 金色のガッシュベル!! Golden Memories（高嶺清麿）
- DIABOLIK LOVERS CHAOS LINEAGE（ルキ）
- セブンズストーリー（松野おそ松）
- リンクスリングス（レリウス）
- 共闘ことばRPG コトダマン（2019年 - 2023年、ディアブロ、冨岡義勇、高嶺清麿、夏油傑、テントモン / アトラーカブテリモン、忍野メメ）
- 白猫プロジェクト（ヴァイス、冨岡義勇）
- ドラゴンクエストXI 過ぎ去りし時を求めて S（ホメロス、ぱふぱふ娘〈エドゥリス〉）
- 消滅都市0.（槙島聖護）
- 快感♥フレーズ CLIMAX -NEXT GENERATION-（永井良彦）
- 錬神のアストラル（ジョエル・H・ワトソン）
- シェンムーIII（藍帝、三橋五郎）
- 星鳴エコーズ（笠原愁）　
- ジョジョのピタパタポップ（岸辺露伴）
- ジョジョの奇妙な冒険 ラストサバイバー（岸辺露伴）

2020年
- ファイナルファンタジーVII リメイク（クラウド・ストライフ）
- 文豪とアルケミスト（斎藤茂吉）
- クラッシュフィーバー（ディアブロ）
- 戦国布武〜我が天下戦国編〜（真田幸村）
- ぷよぷよ!!クエスト（龍星座の紫龍）
- DAIROKU: AYAKASHIMORI（白月）
- FAIRY TAIL（スティング・ユークリフ）
- エリオスライジングヒーローズ（シリウス）
- 百花繚乱 -パッションワールド（徳川慶彦）
- 英雄伝説 創の軌跡（クロウ・アームブラスト）
- 聖闘士星矢 ライジングコスモ（龍星座 紫龍）
- Shadowverse（虚無の堕天使・ルシフェル）
- ドラゴンクエスト ダイの大冒険 クロスブレイド（アバン）
- ロックマンX DiVE（2020年 - 2023年、エックス）
- パズル&ドラゴンズ（2020年 - 2022年、冨岡義勇、忍野メメ、岸辺露伴）
- グリザイア クロノスリベリオン（風見雄二）

2021年
- ポケモンマスターズEX（2021年 - 2023年、ダンデ）
- D×2 真・女神転生 リベレーション（2021年 - 2024年、グリフィス / フェムト）
- BALAN WONDERWORLD（ランス）
- 終末のアーカーシャ（ホウボクシ、竜ちゃん）
- 崩壊3rd（スウ）
- シドニアの騎士 掌位ノ絆（岐神海苔夫）
- 誰ガ為のアルケミスト（ディアブロ）
- アークナイツ（パッセンジャー）
- ドラゴンクエスト ダイの大冒険 -魂の絆-（アバン）
- コードギアス Genesic Re;CODE（2021年 - 2023年、枢木スザク）
- ソウル7：闘羅大陸（唐三）
- 鬼滅の刃 ヒノカミ血風譚（冨岡義勇）
- スーパーロボット大戦30（枢木スザク、レイ・ラングレン、マクギリス・ファリド）
- 転生したらスライムだった件　魔王と竜の建国譚（2021年 - 2024年、ディアブロ）
- 真・女神転生V（フィン・マックール）
- メガトン級ムサシ（グリファース・クレド）
- ガーディアンテイルズ（ガラム）
- グランサガ（オルタ）
- タロット男子 〜22人の見習い占い師〜（ノブリス・コングラッツ）
- アイドリッシュセブン（2021年 - 2023年、宇都木士郎）

2022年
- センチメンタルフォトグラフィ（高橋朔也）
- おじさまと猫 スーパーミラクルパズル（日比野奏）
- 機動戦士ガンダム アーセナルベース（マクギリス・ファリド）
- 英傑大戦（劉備、吉田松陰、卜部季武、伊東甲子太郎）
- バトルスピリッツ コネクテッドバトラーズ（ガレット・レヴォ）
- シン・クロニクル（ジュリアン）
- コードギアス 反逆のルルーシュ ロストストーリーズ（2022年 - 2024年、枢木スザク）
- 第五人格（2022年 - 2023年、ヒカル、ダニエル・ディケンズ）
- 信長の野望・新生（明智光秀）
- ライブアライブ（オディワン・リー）
- SDガンダム バトルアライアンス（マクギリス・ファリド）
- ジョジョの奇妙な冒険 オールスターバトルR（岸辺露伴）
- 遊戯王 デュエルリンクス（Ai）
- ハーヴェステラ（ハイネ）
- 機動戦士ガンダム 鉄血のオルフェンズG（2022年 - 2023年、マクギリス・ファリド / モンターク）
- フィットネスランナー（マックス）
- クライシス コア -ファイナルファンタジーVII- リユニオン（クラウド・ストライフ）

2023年
- 商人放浪記（薬売り）
- 雀魂（枢木スザク）
- オリエント・アルカディア（赤焔周瑜）
- ラストクラウディア（枢木スザク、ディアブロ）
- ブラッククローバーモバイル 魔法帝への道 The Opening of Fate（リヒト）
- ファイナルファンタジーVII エバークライシス（クラウド・ストライフ）
- インフィニティ ストラッシュ ドラゴンクエスト ダイの大冒険（アバン、ナレーション）
- 呪術廻戦 ファントムパレード（夏油傑）
- カバルの伝説（ディアブロ）

2024年
- 金色のガッシュベル!! 永遠の絆の仲間たち（高嶺清麿）
- 呪術廻戦 戦華双乱（夏油傑）
- ファイナルファンタジーVII リバース（クラウド・ストライフ）
- 鬼滅の刃 目指せ！最強隊士！（冨岡義勇）
- 真・女神転生V Vengeance（フィン・マックール）
- 転生したらスライムだった件 テンペストストーリーズ（ディアブロ）
- ガンダムブレイカー4（ユーキ）
- 英雄伝説 界の軌跡 -Farewell, O Zemuria-（クロウ・アームブラスト）
- 悪魔王子と操り人形（メーレ）

2025年
- BLEACH Rebirth of Souls（吉良イヅル）
- HUNDRED LINE -最終防衛学園-（蒼月衛人）
- 鬼滅の刃 ヒノカミ血風譚2（冨岡義勇）
- スーパーロボット大戦Y（枢木スザク / ゼロ）

時期未定
- トライブナイン（滝野川ジオウ）
- ファントムブレイド：断罪者（魂）

### ドラマCD
- Are you Alice? シリーズ（アリス〈Alice?〉）
  - Drink me.
  - Check mate.
  - Call me.
  - classical edition complete box
  - アリスのティーパーティー phase.1 - 3
  - 書籍狂
  - -lost end.
  - unbirthday scrap #001 - 006
  - THE END.
  - smile a sweet smile
  - blooms again.
  - Alice the gibberish!
  - Alice the gibberish! 2
  - アリスのひとりごと。
  - アリスがじゅうのごと。
  - アリスのうたのこと。※「I’m No DOOR #206」特典ミニドラマCD
  - IMの100まいめ。（アリス＜Alice?> / カナリア / 灰羽）
  - Are you alice? VS KIRI「金のカナリア / 銀のアリス」（アリス＜Alice?> / カナリア）
  - アリスがあの子と…
  - IM classic 〜ページを捲る音楽会〜
  - ドラマCD付き単行本 In mate.
  - コミックス2-12巻ミニドラマCD付限定版
  - 小説1-3巻ミニドラマCD付限定版
- 愛を歌うより俺に溺れろ! シリーズ（鬼龍院留依）
  - 〜溺死寸前!? 湯けむり温泉親睦旅行〜
  - 〜恋敵宣言!! 愛と欲望の文化祭〜
  - 愛俺! 〜男子校の姫と女子校の王子〜 男子寮潜入編
- 青ひげ〜異端の貴族〜（ジョー・ランス）
- 暁のヨナ（カン・テジュン）
  - 花とゆめ 2012年17号付録
  - 暁単行本第9巻初回限定版特典
  - 「ヨナ始」※『花とゆめ』2014年19号付録
- 赤髪の白雪姫（ヒサメ）
  - 『LaLa』 2018年7月号付録
  - コミックス第19巻ドラマCD付き特装版
- あかやあかしやあやかしの シリーズ（椿灯吾）
  - アンソロジードラマCD1「かくれんぼ」
  - アンソロジードラマCD2「かげふみあそび」
- アクラナートの赤い糸シリーズ（大河）
  - 一色目:雲の上のブルー
  - バケモノたちの雑食談義
- あっちこっち（音無伊御）
  - あっちこっち2 はじけろ青春! 山だ、川だ、別荘だ! 鼻血もあるんじゃよ〜
  - あっちこっち3 天下無双のにゃん・でれ・ら
- 艶漢（吉原安里）
  - 艶漢 花将棋〜安里篇[603]※『ウィングス』2013年2月号付録
  - 艶漢 2
- あなたがお風呂でのぼせるCD 〜温泉擬人化コレクション〜 第1弾「草津編」（草津）
  - あなたがお風呂でのぼせるCD 〜温泉擬人化コレクション フルドラマ〜 「DOKI☆DOKI温泉ツアー 前編・後編」
- アンソロジードラマCD テイルズ オブ グレイセス 2012 Summer（アスベル・ラント）
  - アンソロジードラマCD テイルズ オブ グレイセス 2012 Winter
- 息遣いシリーズ 会社編 〜上司と部下の日常吐息〜（黒瀬快音）
- 犬とハサミは使いよう シリーズ（春海和人）
  - 急いては犬をし損じる
  - ドラマCD付き第7巻特装版
- 癒守石 03（輝）
- 今様天狗綺譚 BLACK BIRD（鳥水祥）
- 雨柳堂夢咄（蓮）
- Weiß kreuz Wish A Dream Collection 1 〜Flower of Spring〜（タク）
- ウソカノ（和久井朔哉）
  - LaLa胸キュンドラマCD※『LaLa』2015年7月号付録
  - コミックス第5巻ドラマCD付き特装版
- 裏切りは僕の名前を知っている シリーズ（ルカ＝クロスゼリア）
  - 裏切りは僕の名前を知っている 1 - 3
  - 裏切りは僕の名前を知っている オリジナルドラマCD 1 - 4
- 81プロデュース オリジナルドラマCD シリーズ
  - まもりたい（シヴァ・ナッシール）
  - 枯れ井戸スコープ
  - 天下布武〜夢は遠く、儚く〜（織田信忠）
  - Prologue End 〜どんなに離れてたって傍にいるから〜（天海涼）
  - クズルウルマック（キックリ）
- 王子様には毒がある。（吾妻邦光）※コミック第7巻ドラマCD付き特装版[604]
- 王子様のプロポーズ（グレン・J・カシラギ）
- 王立王子学園 vol.1 - 3（シンデレラの王子様 / 灰原孝貴）
- 逢魔警察 ソラとアラシ（一条海）
- オオカミ少女と黒王子（佐田恭也）※コミックス6巻ドラマCD付き限定版[605]
- オジサマVSワカゾウ VOL.2 / 恋はいつも突然に…（市之瀬悠聖）
- 幼馴染とあなたが恋人を演じる自由研究、最後に恋は芽生えるか?（鈴木洋平）
- お天気戦隊ハウウェザー シリーズ（ハレ）
  - お天気戦隊ハウウェザー 1 - 2
  - 晴のち雨のち曇のり雪のち雷
  - 夏休みだよ! 全員集合!
  - お正月だよ! 番組改編orz
  - （爆）
  - お天気戦隊ハウウェザー 〜湯煙ドッキリ大作戦!〜
- 乙女的恋革命★ラブレボ!! シリーズ（一ノ瀬蓮）
  - First Stage
  - GO! GO! お見舞い大作戦
- おとめ妖怪 ざくろ シリーズ（総角景）
  - ドラマCD 活劇音盤 〜さき、共々と〜
  - バラエティCD 歌謡小咄集
  - ※コミックス第8巻ドラマCD付き限定版[606]
- お護り男子! 神ダーりん 〜いにしえの約束〜（ヌシガミ様[607]）
- オレンジハニー 君の好きまであと少し（白石慎也）
- がぁーでぃあんHearts シリーズ（渡和也）
  - ドラマCD 正義の味方BOX
  - ドラマCD ショート&ショート ※『少年エース』 誌上通販
  - DVD第1・2巻初回限定版特典ドラマCD
  - EXTRA EPISODES
  - ぱわ〜あっぷ! ドラマCD
- 快感・フレーズ 〜 リインカーネーション（サン太〈永井良彦〉）
- 革命の日（片上兄弟の弟）
- かぽーん(>_<)! シリーズ（小澤暁）
  - 少女コミック ドラマCD P-クリップS ※『少女コミック』2004年23号付録
  - 少女コミック ドラマCD P-クリップS2（SUPER SOUND）※『少女コミック』応募者全員サービス
- ガ・マ・ンできない（久我千尋）
- 神様の御用人（黄金[608]）※文庫第10巻ドラマCD付き特装版
- 神様のメモ帳 ドラマCD「シャッターチャンスの裏側」（ヒロ）
- KAMUI 〜カムイ〜（敦真）
- ガン×ソード シリーズ（レイ）
  - ガン×ソード バラエティ・アルバム「いつだって波乱ヴァン丈」
  - ガン×ソード エピソード+
- KISS×KISS collections Vol.25「王子様キス」（廣瀬葵）
- キスとDO-JIN! 〜王子様はカリスマ大手!?〜（執事・氷川透）
- 逆境ナイン ドラマCD 特別編（不屈闘志）
- 宮廷神官物語 〜選ばれし瞳の少年〜（瑛鶏冠）
- キューティクル探偵因幡（弥太郎 / 聡明）
- 今日もなお執事（加賀岬）
- 霧 - the route of infection KANARIA. ansem:01 - 02（カナリア）
- 吟遊黙示録マイネリーベ シリーズ（オルフェレウス）
  - ドラマCD1 - 3
  - ドラマCDスペシャル - シュトラール候補生の休暇
- 吟遊黙示録マイネリーベwieder ドラマCD Vol.1 - 2（オルフェレウス）
- 薬屋のひとりごと（壬氏[609]）
  - 文庫第9巻ドラマCD付き特装版
  - 文庫第11巻ドラマCD付き特装版
  - 文庫第12巻ドラマCD付き特装版
- くだみみの猫（鎖神七晩[610]）※コミックス第3巻ドラマCD付きアニメイト限定版
- グリードパケット∞シリーズ（カシオ）
  - 音楽祭もアンリミテッド ※コミックス第4巻特装版付属
  - 番外編ドラマCD ※『電撃マ王』1月号付録
- グリオットの眠り姫 シリーズ（グレイン・パースレイル）
  - コミックス第1・2巻限定版付属ドラマCD
  - 小説版「消えない欠片」初回限定版付属ドラマCD
- CRAZY CIRCUS（ケイ）
- CRAZY FOR YOU（赤星栄治）
- 黒吉原メランコリア （天正タツキ）
- 血液型男子。 キャラクタードラマCD A型・B型・O型・AB型（蒼馬英一郎〈A型〉）
  - 血液型男子。 キャラクタードラマCD セカンドシーズン A型・B型・O型・AB型
- 月華繚乱ROMANCE ドラマCD 〜誰が小鳥を殺したか〜 黒橡の館（蘇芳大和）
- 月光仮面ビギンズ サタンの爪（クイーン）
- GetBackers-奪還屋- 永遠の絆を奪り還せ!編 III 〜the origin〜（鏡形而）
- 恋してキャバ嬢 デートCD Vol.2（中條圭吾）
- 恋するエクソシスト ドラマCD 〜やくそくのばしょ〜（ジャン・フィーノフ）
- 恋人は同居人 1・2（西園寺雅季）
- 胡鶴捕物帳 第壱・弐巻（萬嘉漆亀）
- コハトーーク（Prototypeセイバー）※『コンプティーク』2013年10月号付録
- コンビニカレシ START UP!!（櫻小路正宗）
- 斎姫異聞シリーズ III 六花風舞（カゲ）
- サーバント×サービス シリーズ（一宮大志）
  - コミックス2巻ドラマCD付き特装版
  - アニメ Blu-ray / DVD 第1巻限定版特典
- PSYCHO-PASS サイコパス/ゼロ 名前のない怪物 上巻（槙島聖護[611]）
- サイボーグ009 ドラマアルバム 〜LOVE STORIES〜（009）
- さくら荘のペットな彼女 （三鷹仁）
  - さくら荘のペットな彼女 -椎名ましろのはじめてお世話-
  - さくら荘のペットな彼女 ドラマCD 1 - 3
- 魁!!クロマティ高校 特別編（神山高志）
- さらい屋 五葉 ドラマCD（弥一）
- 地獄堂霊界通信（金森竜也）※コミックス第6巻ドラマCD付き特装版[612]
- 超♡モテ期 〜わたし、どうしたらいい?〜 兄弟編（次男）
- CUTE3ヒロイン♥ドラマCD （「モノクロ少年少女」茅）※『花とゆめ』2010年4号付録
- L♥DK（久我山柊聖）※コミックスドラマCD付き第8巻特装版
- 超接近型 ♥ ささやき密着CD6 〜名探偵・蜜之城月彦の密室ミステリー〜（蜜之城月彦）
- 執事様のお気に入り（神澤伯王）
  - 第1 - 4巻
  - 『別冊花とゆめ』2010年3月号・4月号応募者全員サービス
  - 『別冊花とゆめ』2015年11月号付録
  - コミックス第21巻ドラマCD付初回限定版
- シドニアの騎士（岐神海苔夫[613]）※原作第13巻特装版
- 忍び、恋うつつ シチュエーションCD 巻の壱 〜猿飛咲助&霧隠蔵人〜（霧隠蔵人[614]）
- JIHAI〜磁海〜 Another Pain（神父）
- ジャッジメントちゃいむ 魔法の指輪のプレゼント（生徒会長）
- 獣神空想御伽草子 第二巻（カナリア）
- 10年初恋 シリーズ（仁井田航平）
  - 生野諒太
  - 仁井田航平
  - 星空のクリスマスキャロル
  - 春にして想うこと
- 七海花音 ドラマCDシリーズ 秀麗学院高校物語 伝説の少年（不破涼）
- シュガーアップル・フェアリーテイル（シャル・フェン・シャル）
- 少年王女1-2巻（ギィ・シュヴァルツヴァルド[615]）
- 情熱のアフロディーテ（遠藤理智）※『YOU』 読者プレゼント非売品CD
- 少年進化論plus（千堂忍）
  - 少年進化論plusスペシャル番外編 中年進化論plus
  - 少年進化論
  - 少年進化論 2
- 少年舞妓・千代菊がゆく!（宮坂宏彰）
- 初心カレ Vol.06（桜庭颯太[616]）
- PEACE MAKER鐵 第壱巻 - 第五巻（山崎烝）
- switch シリーズ（倉林春）
  - Drama CD
  - Drama CD 2 〜DS編〜
  - Drama CD 3 〜MP編〜
- スカーレット・ウィザード　幻の邂逅（ケリー・クーア）※藤原啓治の後任
- 好きっていいなよ。（黒沢大和）※コミックスドラマCD付き第6・7巻特装版
  - 好きっていいなよ。 Music & Drama Collection CD vol.1・2（マシュマロ）
- スクラッチ!! Disc1 - 3（リゾルト）
- S・L・H ストレイ・ラブ・ハーツ! ドラマCD 第1巻（二宮季遠）
- SKET DANCE Vol.2（椿佐介）
- sense off 〜a scared story in the wind〜（杜浦直弥）
- 青春鉄道 ドラマCD2 〜高速鉄道編〜（山陽新幹線）
- 声優戦隊ボイストーム7（ボイスフォー / 四方田豪）※ドラマCD付きコミックス[617]
- 聖闘士星矢 黄金十二宮編 前編・後編（ドラゴン紫龍）
- 聖闘士星矢 セインティア翔（ミロ[618]）※『チャンピオンRED』2015年12月号特別付録
- セイント・ビースト シリーズ（玄武のシン）
  - 第1 - 9巻
  - アナザードラマCD1 - 3
  - コメディドラマCD1
  - 悠久の章 〜楽園喪失〜 第1巻 - 第3巻
  - 恩讐の章 〜聖獣封印〜 第1巻 - 第3巻
  - エンジェルクロニクルズ1 - 3
  - キャラクターメッセージCD 心模様 〜ForYou〜
  - Short Stories 〜天使たちの横顔〜
- 絶叫城殺人事件（片桐光雄）
- 絶対彼氏。 フィギュアなDARLING 1・2（浅元ソウシ）
- せんごくっ!? 〜悠久乱世恋華譚〜どきどきっ!? 〜天下分け目の花嫁修業!!〜（艸香部一純）
- 戦国武友伝 弐の巻〜光芒の絆〜（上杉三郎景虎）
- 戦場のヴァルキュリア ドラマCD 第一章・第二章（ファルディオ・ランツァート）
- ZONE-00 劇-III（風螢[619]）
- 葬儀屋リドル（佐倉隼）
- ZOMBIE-LOAN シリーズ（橘思徒）
  - ZOMBIE-LOAN〜ゾンビローン
  - ZOMBIE-LOAN〜ゾンビローン 新章 -INTERMISSION-
- そんな声だしちゃイヤ!（蓮未ユキ）
- そんなんじゃねえよ（真宮哲）
- 大正吸血異聞 第四夜（宗方絢人）
- 大正偶像浪漫「帝國スタア」壱番星（聖四朗[620]）
  - 大正偶像浪漫「帝國スタア キネマトグラフ」 壱番星[621]
- DYNAMIC CHORD vocalCDシリーズvol.4 apple-polisher）
- PEACE MAKER鐵 第壱巻 - 第五巻（山崎烝）
- switch シリーズ（倉林春）
  - Drama CD
  - Drama CD 2 〜DS編〜
  - Drama CD 3 〜MP編〜
- 好きっていいなよ。（黒沢大和）※コミックス第6・7巻ドラマCD付き特装版
  - 好きっていいなよ。 Music e-polisher（音石夕星〈Toi〉[622]）
- Tiny×Machinegun タイニー・マクダニエル捜査ファイル FILE No.1「THE KNOCKDOWN」（レイガンド・マクダニエル）
- 高嶺と花（ニコラ・ルチアーノ）
  - 『花とゆめ』2019年6号付録　
  - 単行本第13巻ドラマCD付き限定版
- tactics シリーズ（春華）
  - コミックブレイドドラマCDシリーズ 第2巻
  - TVアニメーション ドラマCD 第一 - 三巻
  - 原作版 〜大迷惑! 犬神騒動記!〜
  - 原作版 〜怪奇……呪いの幽霊屋敷の巻〜
  - 原作版ドラマCD「tactics」 〜学園・tactics ラブレターは甘い罠!?〜
  - 携帯版ドラマCD「tactics」 〜トラブルは日常茶飯事☆〜
  - 原作版 〜開運祈願! 全力で福を呼べ!〜
  - 原作版 〜真実の扉を開け! 雲外鏡狂想曲〜
- タビと道づれ（航ちゃん）
- Double Score ドラマCD 華の31歳組 〜そうだ温泉、行こう〜（神園京雅[623]）
- ダンガンロンパ アナザーストーリーCD（from ダンガンラジオ and more）△白版▽・▽黒版△（桑田怜恩）
- 探偵青猫（青猫恭二郎）
- 月は褥を照らせども、眠りは未だ訪れず（アッシュ）
- つくものがたり ドラマCD 野郎がたり（ディニー・ウィリアムズ）
- DIABOLIK LOVERS シリーズ（無神ルキ）
  - DIABOLIK LOVERS ドS吸血CD MORE,BLOOD Vol.3 ルキ編[624]
  - DIABOLIK LOVERS ドS吸血CD VERSUS II Vol.5 ルキVSコウ[625]
  - DIABOLIK LOVERS DARK FATE Vol.3 下弦の章[626]
  - DIABOLIK LOVERS ドS吸血CD BLOODY BOUQUET Vol.2 ルキ編[627]
  - DIABOLIK LOVERS ドS吸血CD VERSUS III Vol.4 レイジVSルキ[628]
  - DIABOLIK LOVERS LOST EDEN Vol.4 無神編[629]
  - DIABOLIK LOVERS CAHOS LINEAGE Vol.3 ORANGE編[630]
  - DIABOLIK LOVERS Para-Selene Vol.12 無神ルキ編[631]
  - DIABOLIK LOVERS ドS吸血CD 無神家5th Eternal Blood Vol.1 無神ルキ CV.櫻井孝宏[632]
  - DIABOLIK LOVERS ドS吸血CD VERSUS IV Vol.2 シュウVSルキ[633]
  - DIABOLIK LOVERS ZERO Floor.13 無神ルキ CV.櫻井孝宏[634]
  - DIABOLIK LOVERS MORE, MORE BLOOD Vol.12 無神ルキ CV.櫻井孝宏[635]
  - DIABOLIK LOVERS DAYLIGHT Vol.7 無神ルキ CV.櫻井孝弘[636]
- 帝國スタアシリーズ（壱番星聖四朗[637]）
  - 大正偶像浪漫「帝國スタア」 壱番星 聖四朗
  - 大正偶像浪漫「帝國スタア」 キネマトグラフ 壱番星 聖四朗
- 停電少女と羽蟲のオーケストラ シリーズ（灰羽）
  - 第一楽章 - 第五楽章、最終楽章
  - 灯屋小噺 其之弐：座敷童子
  - 虫喰和歌集：蜜蜂
  - 虫喰和歌集：蟷螂
  - 旋律、零。
  - 灯屋小噺 其之参：人魚
  - 一生懸命、蛍を数えてるだけの円盤。
  - 寺子屋小噺 其之弐：橘
  - 寺子屋小噺 其之参：ネム
  - 真夏ノ雪虫
  - 真面目に『劇場版 停電少女と羽蟲のオーケストラ』について考えているだけの、円盤。
  - 停電した世界の中心で電波を飛ばしているだけの、円盤。
  - 停電刀匣
  - 劇場版 深淵からの招待状
  - 雨二唄エバ
- テイルズ オブ グレイセス 第1巻 - 第4巻（アスベル・ラント）
- テイルズ オブ グレイセス エフ シリーズ（アスベル・ラント）
  - アンソロジードラマCD 2010 Winter
  - アンソロジードラマCD 2011 Summer
- 鉄道ダンシ 朗読CD（田野畑ユウ）
- 天狗神（東雲）
- 天使×悪魔 ドラマCD3（ベリアル）
  - 天使×悪魔 2ndシーズン ドラマCD3
- 転生學園月光録ドラマCD（館脇道文）
- 東方妖遊記 -少年王と第一の盟約-（化蛇〈汪李〉）
- 逃暴者 アツシ編（アツシ）
- Dollyholic case:02 おにいさまとキャラメル（サシャ[638]）
- 東浦家の休日「兄&弟と過ごす休日」（東浦崇[639]）
- DOLLS シリーズ（藤堂羽沙希）
  - コミックス第2・4・6・8・10・11巻ドラマCD付き限定版
  - 『ZERO-SUM』誌上販売
- 刻の男組 第1弾「イケメン☆桃太郎」（イヌ）
- 図書室のネヴァジスタ ドラマCD（茅晃弘）
- .hack//Roots Sound Form 1・2（ハセヲ）
- DOG DAYS ドラマBOX vol.1（フランボワーズ・シャルレー）
- DOGS/BULLETS&CARNAGE Vol.1・2（ハイネ）
- ドリー夢Say★Youコレクション 闇の皇太子編（「闇の皇太子」主神言）
- トリコ ティナのグルメラジオDJ（ココ）
- ドルアーガの塔 シリーズ（ニーバ）
  - ドルアーガの塔 〜the Spoon of URUK〜
  - ドルアーガの塔 〜the fork of URUK〜
- ナヴァグラハ -DefenD 9 Triggers-（秦宮京[640]）
- サウンドシアタードラマCD 真夏の夜の夢（ハーミア）
- 夏目友人帳 オリジナルドラマCD 「君去りし、後」（佐野由人）※DVD第1巻 完全生産限定版付属CD
- ナデシコクラブ（清涼爽一郎）
- ナデプロ!! vol.2・4（櫻小路一海）
- ななぶん シリーズ（三島望）
  - ななぶん〜七崎高校文化祭実行委員会
  - ななぶん -Graduation- 七崎高校卒業式
- 贄姫と獣の王（アヌビス）※コミックス第6巻ドラマCD付き限定版
- 二世の契り シリーズ（山本勘助）
  - ドラマCD 〜IT戦国時代〜
  - コミックスドラマCD付き第1 - 4巻特装版
- 虹色の王子様 第1巻（氷野伶一）
- にゃんらぶ〜私の恋の見つけ方〜 スペシャルドラマCD（西條鳴海）※イベント限定販売[641]
- 任侠伝 渡世人一代記 〜風来の蓮次〜
- ぬらりひょんの孫（首無）
- 猫と私の金曜日（ミケ〈杉本三神〉）※単行本第8巻ドラマCD同梱版[642]
- ノーアニメ ノーライフ〜タワーアニメはあなたのためのお店です〜（音無ミコト[643]）
- ハイガクラ（孫登）
  - ハイガクラ〜吉里吉里舞〜
- 獏狩り（木下悟）
- 幕末志士の恋愛事情 シリーズ（桂小五郎）
  - ドラマCD 〜姫こう夜伽 ひかる君の手〜
  - ドラマCD あまつ乙女の争奪さわぎ 〜ほろ酔い祇園の夢一夜〜[644]
- 幕末恋華 新選組 シリーズ（才谷梅太郎）
  - 幕末恋華 新選組
  - 幕末恋華 新選組 〜壬生狼という華〜
- はじめての甲子園（新道伐人）
- パスタマフィア 1（ペンネ）
- バス走る。（ダドレアの路：朗読、めがね泥棒：加納）
- 初恋限定。〜恋せよ乙女! ドキドキ☆カーニバル〜（曽我部）
- 初恋モンスター（高橋奏）※コミックス3巻ドラマCD付き特装版[645]
- √HAPPY+SUGAR＝DARLINシリーズ（碓氷エンジュ[646]）
  - √HAPPY+SUGAR＝DARLIN 1stエンジュ
  - √HAPPY+SUGAR=IDOL 1st エンジュ
  - √HAPPY+SUGAR=VACATION 1st エンジュ
  - √HAPPY+SUGAR=SAND 4th エンジュ＆蘭々
- 破天荒遊戯 シリーズ（アルゼイド）
  - Vol.1 - 3
  - ほんとうにあったこわいおはなし
  - TVアニメーション 第1巻 断罪の緋き花よ咲け
- ぱにぽに セカンドシーズン Vol.3（桃瀬修）
- パパと親父のウチご飯（晴海昌弘[647]）※コミックス第4巻リジナルドラマCD付き限定版
- パラ☆ラボ放送局 ドラマ&DJCD 第1巻（櫻羽琉）
- バレスタ シリーズ（堀之内慶介）
  - バレスタ R1・R2
  - バレスタ セカンド
- 遙かなる時空の中で『朧月夜』〜消えたチョコの謎〜（多季史）
- ピカ☆イチ（道玄直治）※コミックス第4巻ドラマCD付き特装版さ
- -ヒトガタナ-（十種）
- Vie Durant シリーズ（傳英〈ディー〉）
  - Drama Album Vie Durant 1 - 5
  - Vie Durant 〜Vai & D〜
- 佰物語（忍野メメ）
- ピリオドキューブ Quest4 （アストラム）
- BiNETSUシリーズ「浪漫狩り」ドラマアルバム（那珂川慶輔）
- ファイアーエムブレム エクストラドラマCD 烈火の剣 〜ローランの継承者たち〜（エリウッド[648]）
- ファイアーエムブレム Echoes もうひとりの英雄王 ドラマCD 『異国の空 黎明の森』（ルカ）
- FINALΦFICTION 喜歌劇（小此木世箱）[649]
- ファイブ（矢内小次郎）
- ファタモルガーナの館 シリーズ（ミシェル＝ボランジェ[650]）
  - ファタモルガーナの館I 〜あなたに寄り添う音の物語 薔薇の章〜
  - ファタモルガーナの館II 〜あなたに寄り添う音の物語 慟哭の章〜
  - ファタモルガーナの館III 〜あなたに寄り添う音の物語 銑鉄の章〜
- varnish〜キレイのサプリ〜 Vol.1 - 3（兵庫仁）
- Fantastic Fortune 2 シリーズ（リュート＝ウィルソン）
  - Marine style
  - Aoi Romance
  - Aqua Balance
- Fate/stay night Original Soundtrack & Drama CD Garden of Avalon - glorious, after image（マーリン[651]）
- Fate/Prototype シリーズ（セイバー）
  - ドラマCD「船上のメリークリスマス殺人事件」※『コンプティーク』2012年12月号付録
  - 蒼銀のフラグメンツ Drama CD & Original Soundtrack 1 -東京聖杯戦争-[652]
  - 蒼銀のフラグメンツ Drama CD & Original Soundtrack 2 -勇者たち-
  - 蒼銀のフラグメンツ Drama CD & Original Soundtrack 3 -回転悲劇-
  - 蒼銀のフラグメンツ Drama CD & Original Soundtrack 4 -東京湾上神殿決戦-
  - 蒼銀のフラグメンツ Drama CD & Original Soundtrack 5 -そして、聖剣は輝く-
- ふしぎ遊戯 玄武開伝 シリーズ（女宿 / リムド）
- 腐女子 シリーズ（赤城英一）
  - 腐女子の嫁ぎ方
  - 腐女子のミカタ
  - 腐女子をエスコート3 赤城&青井編
- BLACK WOLVES SAGA シリーズ（メヨーヨ・フォン・ガバルディ）
  - BLACK WOLVES SAGA -Bloody Nightmare- Song collection 「Dear Despair」
  - BLACK WOLVES SAGA Original Sound Track plus Drama
- プリンセスメーカー4 オリジナルドラマCD
- プリンセスVer.1 ドキドキおふろ大作戦!?（高月悠）※『ちゃお』2003年9月号付録
- BRAVE10
  - 第3巻
  - 『月刊コミックジーン』2011年8月号付録「秘湯!? BRAVE10」
- イケメン☆アルバム【BlueButterfly】Club ALL編
- 文豪シリーズ 2 文豪失格（太宰治）
  - 文豪シリーズ 第2弾 文豪の神様
- ベストプレイス 〜ちかづく体温〜 乾真実（乾真実）
- V・B・ローズ（有坂紫）
- 紅色HERO（灰吹圭介）
- ヘルズキッチン（立花京）
- ペンギンゑにし 第一 - 三譚（蓮見天[653]）
  - 駅前交番日誌 牡丹餅どろぼう
- 方言恋愛 第一巻（第一話「愛知県」）
- ぼくたちと駐在さんの700日戦争 Part.1 - 3（村山）
- ぼくのとなりに暗黒破壊神がいます。（花鳥兜[654]）
- 本好きの下剋上〜司書になるためには手段を選んでられません〜ドラマCD1 - 2（フェルディナンド[655]）
- Magnolia（ナギ）※コミックスドラマCD付き第3・4巻特装版
- マスケティア・ルージュシリーズ（クロード）
  - ドラマCD 第1巻〜深紅の銃士〜
  - ドラマCD 第2巻〜白の王妃〜
- マフィアな★ダーリン（古屋誓）
- まるマシリーズ 今日から㋮王! シリーズ（渋谷有利）
  - 今日から㋮のつく自由業!
  - 裏 今度は㋮のつく最終兵器!
  - 裏 今夜は㋮のつく大脱走!
  - 裏 明日は㋮のつく風が吹く!
  - 閣下と㋮のつくラブ日記!?
  - 裏㋮DX!
  - ㋮王降誕☆すぺしゃる
  - 今日から㋮のつく自由業! プロジェクトB
  - 今日から㋮王! O.S.T.2 + D
  - 今日から㋮王! これが㋮のつく記念日!?
  - 聖砂国DX! 往路・復路
  - 今日から㋮王! はじマりの旅楽団
- ムシウタbug（世果埜春祈代）
- 名作文学（笑）シリーズ 注文の多い第六天魔王（光秀）
- 名作文学（笑）シリーズ おくのほそ道 〜そうだ、伊勢に行こう〜（河合曾良）
- 百千さん家のあやかし王子（火車）
  - 第1 - 3巻
  - 『月刊ASUKA』2014年8月号付録
  - 『月刊ASUKA』2015年4月号付録
- 闇の皇太子 シリーズ（主神言）
  - 運命の兄弟
  - 独善の殉教者 ※DVD付特装版
  - 思い違いの絆人 ※DVD付特装版
- ヤンデレ彼女（竜崎紅一郎）
- ヤンデレ天国（ヘブン）〜華麗なる西園寺家編〜（西園寺蘭）
- 悠久幻想曲 ensemble vol.1（コンクールのふれ係）
- 幽幻ロマンチカ 第弐の謎（ザクロ[656]）
- 百合男子（籠目正二郎[657]）
- 妖怪アパートの幽雅な日常（ケット・シー）※コミックス第4巻ドラマCD付き特装版[658]
- ラブ★コン シリーズ（2003年 - 2005年、大谷敦士）
- Rust Blaster（翡西虎）
- LaLaふろく プレミアムドラマCD（「水玉ハニーボーイ」×「オネエ男子、はじめます。」藤司郎[659]）※『LaLa』2018年10月号付録
- ローゼンメイデン・トロイメント ドラマCD（白崎）
- ワイルドアームズ セカンドイグニッション オリジナルドラマ（アシュレー）
- 若草物語 -紙ヒコーキに乗って-（ローリー）
- 私がモテてどうすんだ（六見遊馬）
  - 単行本第5巻ドラマCD付き特装版
  - 単行本第7巻ドラマCD付き特装版
- わたしに××しなさい!（北見時雨）※コミックス第8 - 10巻ドラマCD付き特装版
- わるもの（笑）シリーズ 渡る世間は鬼だらけ編（ヒーロー）
- ワンド オブ フォーチュン シリーズ （ユリウス・フォルトナー）
  - ワンド オブ フォーチュン ドラマCD 〜呪われた予告状〜
  - ワンド オブ フォーチュン ドラマCD 〜ちいさなまほうのものがたり〜
  - ワンド オブ フォーチュン ドラマCD 〜ルルのいない朝〜
  - ワンド オブ フォーチュン2 〜時空に沈む黙示録〜 ドラマCD 巡り会えた奇跡
  - ワンド オブ フォーチュン2 〜時空に沈む黙示録〜 ドラマCD「歓迎! ミルス・クレア病院」（外科医ユリウス）
  - ワンド オブ フォーチュン2 FD 〜君に捧げるエピローグ〜 ドラマCD「7つの時空でパパといっしょ!」[660]
- バック・アロウ（ジン・レイゼン）Blu-ray&DVD 第6巻 完全生産限定版 特典ドラマCD 第3話「なぜレッカ凱帝国に南方将軍はいないのか」

### BLCD
- 赤の神紋 シリーズ（葛川蛍）
  - 赤の神紋 -DIVINE RED-
  - 赤の神紋II -VERVE BLACK-
  - 赤の神紋III -JEALOUS YELLOW-
- YELLOW（タキ）
- 色男はお金が好き （村上泰正）
- WEED（岡田晉也）
- WHEN A MAN LOVES A MAN シリーズ（剣崎俊耶）
  - ナイト・キャップ
  - ラスト・ワルツ
  - DA・TE
  - イロコイI - II
  - ウブI - II
- 裏刀神記（墨田真改）
- エクスタシーは永遠に〜美しき牢獄〜（風間貴臣、田中二郎）
- エグゼティブ・ボーイ〜禁断の果実〜（暮坂紘実）
- おい!田中くん十番勝負〜みんなケダモノ☆今宵私を狂わせて〜（田中二郎）
- 俺は悪くない（中村郁郎）
- カフェ・リンドバーグ〜ぼくらの恋愛心理学2〜恋のレシピ（篠原智裕）
- 可愛いひと。 I - VIII（開耶絢一）
- 学園ヘヴン シリーズ（遠藤和希）
  - 学園ヘヴン 〜未来は君のもの〜
  - 学園ヘヴン2 〜強気な2年生〜
  - 学園ヘヴン2 〜Welcome to HEAVEN!〜
  - 学園ヘヴン3 〜Happy☆パラダイス〜
- 豪華客船でときめきは始まる（湊）
- 子供の領分 シリーズ（日高千秋）
  - 子供の領分3 最凶ヒールズ
  - 子供の領分5 悪運の条件（バットボーイズ）
  - 子供の領分6 真夏の残響（クライング・サマー）
  - 子供の領分7 怪物君（モンスター）パニック
  - 子供の領分8 分岐点Vol.1【発端】
  - 子供の領分9 分岐点Vol.2【波乱】
- キレパパ。 1 - 3（榊俊介）
- その指だけが知っている（架月裕壱）
  - 左手は彼の夢をみる
  - くすり指は沈黙する
  - 両手に君の告白を
- 金のひまわり（折原泉樹）
- くらっしゅ+ゴーストハンターズ Vol.1 - 2（鷹取柾貴）
- グレイゾーン（香坂譲）
- ケダモノ シリーズ（榊原連太郎）
  - ケダモノと呼ばれる男
  - ケダモノは二度笑う
  - 眠らないケダモノ
  - 蜜月のケダモノ
  - ケダモノは甘く招く
  - ケダモノにはご用心
- 強引だけど優しくて〜Forced but Sweet…〜（若狭響吾）
- 豪華客船で恋は始まる 1 - 11（倉原湊）
- 困った時には星に聞け!（柏木怜一）
  - 困った時には星に聞け! -本当の友だちは何人いる?-（柏木怜一）
- 少年四景〜小野塚カホリ作品集〜（旭）
- 純情BOY禁猟区〜純情ナイト激戦区〜（中沢晃司）
  - 純情BOY禁猟区〜純情はぁと解放区〜
- 純情ロマンチカシリーズ（高橋美咲）
  - 純情ミニマム
  - 純愛ロマンチカ（鈴木美咲）
- 秀麗学院高校物語〜伝説の少年〜（不破涼）
- 紳士は甘く略奪する（有栖川凛）
  - 紳士は夜に求愛する
- すきゃんだらす ツインズ シリーズ（北代和真）
  - すきゃんだらすツインズ
  - でんじゃらすツインズ
  - まぁべらすツインズ
  - みすてりあすツインズ
  - もあんでじゃらすツインズ
- スレイヴァーズ シリーズ（倉橋柊一）
  - スレイヴァーズ・キス
  - スレイヴァーズ・ラヴァ前編・後編
  - スレイヴァーズ・ヌード
  - フリージングアイ
- 好きなものは好きだからしょうがない!! +White Flower+TRUTH【fall】（北村風太）
  - 好きなものは好きだからしょうがない!! +White Flower+TRUTH【rise】
- 専制君主なコイビト〜ぼくのプロローグ〜 1 - 2（月充ひかる）
- 皇林学院シリーズ セクシーボイスで囁いて（野上大輔）
- タイムラグ（天堂サトル）
- タクミくんシリーズ（吉沢道雄）
- 探偵青猫（青猫恭二郎）
- チェリーボーイ作戦〜むりやり発情期〜（宝生千裕）
- ちんつぶ -CHINKO NO TSUBUYAKI- 1 - 3（神谷）
- つよがり（司馬兄、弟）
- 罪作りな君(SIN)
  - 罪作りな君 -against LOVE-(SIN)
- 譚詩曲の流れゆく-歓楽の都II-（ショウ）
- 手折られた青い百合-歓楽の都-（ショウ）
- 天使か悪魔か ANGEL or DEVIL（椿慎吾）
- トラブルメイカー 1 - 2（佐々木秀）
- 東京野蛮人（香乃吹雪）
- ナイトはお熱いのがお好き（北代和真）
  - ナイトはすっごく妖しいのがお好き
  - ナイトは激しいのがお好き
  - ナイトは妖しいのがお好き
- ニッポニア・ニッポン（グレアム。リーフ）
- ニュースセンターの恋人（小林鳴海）
- バイトは家政夫（メイド）!?（緒方稔）
  - バイトは家政夫!?2醜聞!?宣伝!?（緒方稔）
- 放課後の悩めるカンケイ（有賀玲一郎）
- ホストなあいつ（有栖川凛）
  - 秘書は艶然とうそをつく
- （まほデミー週番日誌）魔法学園 シリーズ（エンジェル・リューイ・アシュレイ）
  - 微熱クラブ
  - 秘密ガーデン
  - 夢幻パレス
  - 誘惑レッスン
  - 大運動会
  - 流星ワルツ
  - 迷宮ロマンス
  - 禁断ポエム
  - 月光プリズン
- 真夜中の弥次さん喜多さん 愛と幻覚のセレナーデ（喜多八）
- ミス・キャスト4 - 14（アンドレイ・早見）
- みずき先生 危機一髪!（阪永瑞樹）
- ミックス★ミックス★チョコレート（原）
- 胸さわぎシリーズ（山篠由也）
  - 胸さわぎがとまらない
  - 胸さわぎのアイドル
  - 胸さわぎのナビシート
  - 胸さわぎのフォトグラフ
  - 胸さわぎのマリオネット
  - 胸さわぎのラビリンス
  - 胸さわぎのルーレット
  - 胸さわぎのハーフムーン
- 桃缶〜MOMO CAN〜（望、大地）
  - 桃缶2〜MOMO CAN II〜（黄桃）
  - 桃缶3〜MOMO CAN III〜（黄桃）
- ヤバイ気持ち（舞木透）
- 優しいけど意地悪で〜Sweet but Nasty...〜（山口一樹）
- 優しいだけじゃ足りなくて〜Not full only in the sweetness…〜（若狭響吾）
- 優しくて棘がある シリーズ（宝生千裕）
  - 優しくて棘がある
  - 優しくて棘がある MELLOW〜眠れぬ夜は狂おしく〜
  - 優しくて棘がある DANGER〜愛はすべてを奪い合う〜
- 百合ヶ丘学園シリーズ（北条空）
  - ハートもエースも僕のもの♥
  - きみだけのプリンスになりたい
  - スペードのキングも僕のもの♥
- ラブ&トラスト（興福正文）
- LOVE MODE ホスト編（滝村凛）
- 理事長様のお気に入り（宇都宮諒）
- わがままプリズナー（柏木梓）
- 1Kアパートの恋（河野永志）

### 朗読CD
- あぶな絵、あぶり声 〜若葉〜（第二話 甘い女）
- オリジナル朗読CDシリーズ The Time Walkers 3 大谷吉継
- 官能昔話2 〜アンデルセン童話〜（朗読：人魚姫）
- 朗読CD 銀河鉄道の夜（カムパネルラ）
- 月刊男前図鑑 従者編 白盤（側近）
- 月刊男前図鑑 シリーズ特別編 月刊幕末図鑑 弐 蒼（沖田総司）
- 心あたたまる物語 Vol.4（〜家族編〜「似てない親子」）
- 心あたたまる物語外伝 その2（「似てない兄弟」）
- 心あたたまる物語外伝 SP 限定オマケディスク 〜二十四の台詞集〜（「兄の小言」）
- Story of 365days DIA Anniversary from April to June（フリーセル）
- 戦国武将物語〜大名編その弐〜（朗読：第六話「島津義久物語」）
- 戦国武将物語外伝〜14の大名物語〜（朗読：島津義久物語外伝「なくしてはならぬもの」）
- 全作品人気キャラクター 名台詞55朗読CD[661]　※デザート2月号付録
- DEARS 十二星座物語 Apollon Side（朗読：ふたご座）
- DEARS 星座物語外伝〜25の物語〜
- DEARS 誕生石物語〜青の季節〜（夏の妖精『カーネリアン』）
- DEARS 誕生石物語〜ラッキーストーン占い〜（夏の妖精『カーネリアン』）
- Come across 〜DEARS朗読物語〜 Vol.7 イソップの童話（朗読：第一話『北風と太陽』、第三話『オオカミがきた』）
- Come across 〜DEARS朗読物語〜 外伝 キツネとライオンの物語（朗読：第三話『恋するライオン』）
- 日本音声製作者名鑑特典CD「世界の終わりという名の雑貨店」
- 幕末志士物語〜薩摩・長州編〜（「久坂玄瑞物語」）
- 幕末志士物語外伝〜14の新選組&薩摩・長州編〜（「久坂玄瑞物語外伝」）
- ふしぎ工房症候群 オリジナル朗読CD EPISODE.3「ひとりぼっちの誕生日」
- 宮沢賢治名作選集6〜「やまなし」「オツベルと象」「雪わたり」（『やまなし』）
- Miracle Train Escort Voice 池袋太陽（池袋太陽）
- Reader Song
  - 〜Love Letter 1（朗読：LONDONDERRY AIR / Ireland folk song）
  - 〜Love Letter 2（朗読：GET OUT OF MY LIFE / Lady Lily）

### ラジオドラマ
- 明・めぐみのドリーム・ドリーム・パーティ（文化放送：2000年4月9日 - 2013年3月31日）
- よ・み・き・か・せ（TOKYO FM：2015年8月17日 - 20日）

### ボイスドラマ
- ラブボイスフェア（2012年、「ペン先にシロップ」伊吹[662]）
- ミントチョコレート（2018年、京平）[663]
- バクテン!!（2020年 - 2021年、志田周作）
- 夜桜さんちの大作戦（2021年、夜桜嫌五）
- 暁のヨナ 千州編 前編・後編（2023年、テジュン[664]）※『花とゆめ』2023年22号・23号付録

### 吹き替え

#### 担当俳優
パク・ソジュン
- 花郎〈ファラン〉（2017年、ソヌ / ムミョン）
- 梨泰院クラス（2020年、パク・セロイ）
- ディヴァイン・フューリー/使者（2021年、ヨンフ）

ロバート・パティンソン
- トワイライトシリーズ（2009年 - 2013年、エドワード・カレン）
  - トワイライト〜初恋〜 ※ソフト版
  - ニュームーン/トワイライト・サーガ ※ソフト版
  - エクリプス/トワイライト・サーガ ※ソフト版
  - ブレイキング・ドーン Part1/トワイライト・サーガ
  - ブレイキング・ドーン Part2/トワイライト・サーガ

- コズモポリス（2013年、エリック・パッカー）
- マップ・トゥ・ザ・スターズ（2015年、ジェローム・フォンタナ）
- キング（2019年、ドーファン）
- 悪魔はいつもそこに（2020年、プレストン・ティーガーディン牧師）
- リメンバー・ミー（2020年、タイラー・ホーキンス）
- TENET テネット（2021年、ニール）
- ライトハウス（2022年、イーフレイム・ウィンズロー）
- THE BATMAN-ザ・バットマン-（2022年、ブルース・ウェイン / バットマン）

#### 映画
- 愛を読むひと（青年時代のマイケル〈ダフィット・クロス〉）
- アメリカン・パイ（アルバート〈エリック・ライヴリー〉）
- 愛しのゴースト（ドゥー〈ナタポン・チャートポン〉）
- イントゥ・ザ・ワイルド（クリストファー・マッキャンドレス〈エミール・ハーシュ〉）
- キャビン・フィーバー（ジェフ〈ジョーイ・カーン〉）
- キングスマン:ファースト・エージェント（アーチー〈アーロン・テイラー＝ジョンソン〉[672]）
- GOAL!シリーズ（サンティアゴ・ムネス〈クノ・ベッカー〉）
  - GOAL!
  - GOAL!2
  - GOAL!3
- 西遊記2 〜妖怪の逆襲〜（三蔵法師〈クリス・ウー〉[673]）
- シャザム!（スーパーペドロ〈D・J・コトローナ〉[674]）※劇場公開版
  - シャザム!〜神々の怒り〜[675]
- ジョン・ウィック:チャプター2（サンティーノ・ダントニオ〈リッカルド・スカマルチョ〉[676]）
- シンデレラ・ストーリー2:ドリームダンサー（ジョーイ・パーカー〈ドリュー・シーリー〉）
- 7デイズ時空大作戦（ペドロフ）
- ソードX -SWORD X-（ディビット〈ミルコ・ラング〉）
- ソロリティΦフォーエバー（ホアキン）
- 翼をください
- デトロイト・ロック・シティ（レックス〈ジュゼッペ・アンドリュース〉）
- DENGEKI 電撃（ショーン）※DVD版
- とかげの可愛い嘘（ジョガン〈チョ・スンウ〉）
- ドリヴン（ジミー・ブライ〈キップ・パルデュー〉）※日本テレビ版
- ノーウェアボーイ ひとりぼっちのあいつ（ジョン・レノン〈アーロン・ジョンソン〉）
- 犯罪都市 PUNISHMENT（ペク・チャンギ〈キム・ムヨル〉[677]）
- ピラニア3D（ジェイク・フォレスター〈スティーブン・R・マックイーン〉）
- FOREVER FEVER（レスリー）
- ブリタニック（ヘルムスマン）
- プリティーガール（エドヴァルド〈ルーク・マーブリー〉）
- ベルベット・レイン（ターボ〈エディソン・チャン〉）
- マンボ!マンボ!マンボ!（ダニー・ミッチェル〈ウィリアム・アッシュ〉）
- ミッドナイト・アフター（ヤウ・チーチ〈ウォン・ヤウナム〉）
- 緑の丘のブルーノ（シュミット）
- ラッキー・ガール
- ロミオ+ジュリエット（デイヴ・パリス〈ポール・ラッド〉）※フジテレビ版

#### ドラマ
- iCarly（シェーン）
- おまかせアレックス（トビー）
- KAMEN RIDER DRAGON KNIGHT（ダニー・チョウ / 仮面ライダーアックス）
- コールドケース 迷宮事件簿
  - シーズン1 #10（マット・ミルズ）
  - シーズン3 #16（ヴァレンティーノ）
- ごめん、愛してる（チェ・ユン〈チョン・ギョンホ〉）
- CSI:マイアミ2 #10（トミー・チャンドラー〈クリス・パイン〉）
- シェルビーの事件ファイル（ベニー）
- シカゴ・メッド（ウィル・ハルステッド〈ニック・ゲールフース〉[678]）
- 少林武王（曇志〈ウー・ジン〉）
- シリコンバレー（リチャード〈トーマス・ミドルディッチ〉）
- ステージド 俺たちの舞台、ステイホーム!（デイヴィッド・テナント[679]）
- 清潭洞アリス（チャ・スンジョ / ジャン・ティエリ・シャー〈パク・シフ〉）
- 80日間世界一周（フィリアス・フォッグ〈デイヴィッド・テナント〉[680]）
- パワーレンジャー・ミスティックフォース（ニック / レッドレンジャー〈フィラス・ディラニ〉）
- ピーキー・ブラインダーズ（オズワルド・モーズリー〈サム・クラフリン〉）
- フロム・ダスク・ティル・ドーン ザ・シリーズ（リッチー・ゲッコー〈ゼイン・ホルツ〉）
- ベイウォッチ
- ミステリー・グースパンプス（ミッキー、レイ、ケビン）
- ミュータントX（ジェシー・キルマーティン〈フォーブス・マーチ〉）
- ヤング・スーパーマン（ショーン）
- リプレイスメント 〜全てを奪う女〜（イアン・ルーニー〈リチャード・ランキン〉）
- ROOTS/ルーツ（クンタ・キンテ〈マラカイ・カービー〉[681]）
- F4 Thailand / Boys over flowers（レン・レンラウィン・アーイラー〈花沢類〉〈デュー・ジラワット・スティワニッチャサック〉）

#### アニメ
- 魁抜（雪倫）
- トランスフォーマーシリーズ
  - トランスフォーマー アニメイテッド（ブラー[682]）
  - 超ロボット生命体 トランスフォーマー プライム（ヴィンス）
- ヘラクレス（ゲーリュオーン）
- ミッフィーのぼうけん（2016年 -、ナレーター[683]）
- 絵文字の国のジーン（2018年、ジーン[684]）
- 悪魔城ドラキュラ -キャッスルヴァニア-（ヘクター）
- 羅小黒戦記 ぼくが選ぶ未来（2020年、フーシー[685]）
- 時光代理人 -LINK CLICK-（2022年 - 2024年、ヒカル / 陸光[686]） - 2シリーズ
- 万聖街（2022年 - 2023年、ナレーション[687]）
- アイドルプリンセス★ロリロック（2024年[688]）

#### 人形劇
- サンダーバード55/GoGo（ジョン・トレーシー）

### デジタルコミック
- 別マプレミアム デジコミ DVD「ラブ★コン」（2003年、大谷敦士） - 『別冊マーガレット』2004年1月号付録
- 別マプレミアム デジコミ DVD 「紅色HERO」（2003年、灰吹圭介） - 『別冊マーガレット』2004年1月号付録
- 別マプレミアム デジコミ DVD「CRAZY FOR YOU」（2003年、赤星英治） - 『別冊マーガレット』2004年1月号付録
- VOMIC ロッキン★ヘブン（2008年、松雪藍）
- VOMIC PSYREN -サイレン-（2010年、夜科アゲハ）
- 雨柳堂夢咄（2010年、蓮[689]）
- Beeマンガ 行け!稲中卓球部（2010年、木之下）
- Beeマンガ コスプレ☆アニマル（2010年、湯往元）
- 声優戦隊ボイストーム7（2013年、ボイスフォー / 四方田豪[690]）
- Beeマンガ 好きっていいなよ。（2013年、黒沢大和）
- イナズマイレブン〜ペンギンを継ぐ者〜 超次元ムービーコミック（2018年、水神矢成龍[691]） - 限定カード&DVD付き特装版
- 青春ヘビーローテーション（2021年、水野先輩） - 『Sho-Comi』2021年5号付録 QRコード[692]
- オレ様キングダムDX（2021年、黒澤瞬）[693]
- ブラックナイトパレード（2021年、クネヒト）
- 営業スマイル男女（2022年、戸田健也[694]）

### 特撮
2000年代
- 救急戦隊ゴーゴーファイブ（2000年、バハムーの声）

2010年代
- 海賊戦隊ゴーカイジャー（2011年、ジェラシットの声）
- 海賊戦隊ゴーカイジャーVS宇宙刑事ギャバン THE MOVIE（2012年、ジェラシットの声）
- 特命戦隊ゴーバスターズVS海賊戦隊ゴーカイジャー THE MOVIE（2013年、ジェラシットの声）
- ウルトラマンオーブ（2016年、オーブリング音声）
- 動物戦隊ジュウオウジャー スーパー動物大戦（2016年、ジェラシットの声）
- ウルトラマンオーブ THE CHRONICLE（2018年、光の声）
- ルパンレンジャーVSパトレンジャーVSキュウレンジャー（2019年、ジェラタロウの声）

2020年代
- ウルトラギャラクシーファイト 運命の衝突（2022年、ウルトラマンの声）

### ラジオ
※はインターネット配信。
- ドラマチックな夜だから2（1996年 - 1997年、東海ラジオ放送）
- 広井王子アワー孝宏・麻理のうナ玉 （2000年 - 終了、BSQR）
- (有)櫻井工房（2002年 - 2003年、文化放送）
- A&Gメディアステーション こむちゃっとカウントダウン（2002年 - 2022年、文化放送、超!A&G+）
- (有)チェリーベル（2003年 - 2008年：文化放送、2008年 - 2015年：超!A&G+※）
- 櫻井孝宏の嗚呼、いっぱいいっぱい（文化放送：智一・美樹のラジオビッグバン - 箱番組）
- 櫻井孝宏の益々、いっぱいいっぱい（文化放送：智一・美樹のラジオビッグバン、まさや・かおりのらぶ×2エモーション - 箱番組）
- 櫻井孝宏の君のセリフに乾杯（文化放送：まさや・かおりのらぶ×2エモーション - 箱番組）
- まさや・かおりのらぶ×2エモーション（2003年 - 2005年、文化放送）
- 櫻井孝宏の秘密基地S（2004年、ネット配信※）
- セイント・ビースト ケダモノたちのHEAVEN'S PARTY（アニメイトTV※）不定期パーソナリティ
- .hack//G.U.RADIO ハセヲセット（2006年 - 2007年、文化放送）
- 櫻井孝宏のTAMARIBA（モバイルA&G）
- コードギアス るるくるステーション（2008年、文化放送）
- 今日からマ王! 眞魔国放送協会-SHK-（第9回 - 第63回、マリン・エンタテインメントHP※、アニメイトTV※）
- 「魅惑ツアーズ」<櫻井孝宏 編>（2011年 - 2012年、アニメイトTV※）
- ベルセルク・ラジオ 鷹の団勧誘部（2011年 - 2013年、アニメイトTV※）
- KR（2012年、アニメイトTV※）不定期パーソナリティ
- マギラジ 〜キャラバン〜（アニメイトTV※）不定期パーソナリティ
- ダイヤのA 〜ネット甲子園〜（2013年 - 2016年、音泉※[698]、HiBiKi Radio Station[699]）不定期パーソナリティ
- P.S. 元気です。孝宏（2013年 - 2022年、超!A&G+※）
- ジョジョの奇妙な冒険 ダイヤモンドは砕けない 杜王町RADIO 4 GREAT（2016年、音泉※）不定期パーソナリティ

### ラジオ・トークCD
- DJCD WEBラジオ かってに改蔵ラジオしてもいいぜ
- DJCD 黒執事II 『黒のカーニヴァル』
- DJCD『血液型男子。』BQラジオ 第1巻
- ラジオCD PSYCHO-PASS ラジオ 公安局刑事課24時 凶悪犯確保の瞬間SP
- DJCD 眞魔国放送協会 -SHK- vol.2 - 6
- 「鈴村健一の超人タイツ ジャイアント」CDとネタ男 〜69番地の朝日〜
- セイント・ビースト ケダモノたちのHEAVEN'S PARTY シリーズ
  - セイント・ビースト DJCD Chat.1 - 3
  - セイント・ビースト ラジオCD 第1巻 - 第3巻
- ダイヤのA 〜ネット甲子園〜  Vol.1・2
- （有）チェリーベル シリーズ
  - チェリーベル残業手当シリーズvol.1 - 7、9 - 11
  - チェリーベル休日出勤シリーズvol.1 - 10
  - チェリーベルサイドビジネスシリーズvol.1 - 8、FINAL!
  - チェリーベル分室『日雇い フラグラ・アイランド!』special.3
  - チェリーベルサービス残業CD『365日 毎朝聞ける マメマメマメ知識 モーニング・チェリーベル 8月号』
  - チェリーベルマーケティングシリーズ第1弾 - 第4弾・第6弾
- ベルセルクラジオDJCD
- DJCD マギラジ 〜キャラバン〜 第2巻
- DJCD「ママチャリと駐在さんのぼくちゅうラジオ!」

### オーディオブック
- 永遠の0（宮部久蔵）
- 偽物語（上）（朗読[700]）
- 墨のゆらめき（朗読）

### CM
- マルイノアニメ「猫がくれたまぁるいしあわせ」（2017年 - 2018年、オイさん[701]）
- bibigo 王マンドゥ（2021年）[702]
- .hack//G.U. Last Recode（2022年）[703]
- 満州アヘンスクワッド（2022年）[704]

### ナレーション
- WEEKEND JOY
- 機動戦士ガンダム 鉄血のオルフェンズ（2016年1月）
- 新・真夜中の王国
- 旅してHappy（2016年1月 - 2017年6月） - タッピーの声
- No Reason コカ・コーラキャンペーンダイヤル
- ファミリーマートキャンペーン
- ボルヴィック「ボルヴィックの約束」（2012年4月15日公開） - ブランドムービー
- 真夜中の王国セレクション03
- やりすぎ都市伝説（2016年9月30日・12月2日・2017年6月30日・9月29日・12月22日・2018年7月27日・11月9日・2019年5月24日・12月28日・2020年4月29日・6月25日・9月18日・12月25日・2021年3月26日・9月24日・12月17日・2022年4月29日・9月23日　・2024年3月22日　テレビ東京系列)
- おはよう日本 特集シリーズ「朝ごはんの現場」（2017年7月14日・2018年4月17日 - 18日・20日・23日 - 24日）
- 今夜、世界からこの恋が消えても PV（2020年2月13日公開）
- ハロドリ。（2020年4月6日 - 、テレビ東京）
- プラネタリウム番組「ヒーリングアース」（2020年）[705]
- 「あの日見た花の名前を僕達はまだ知らない」10周年記念番組（2021年6月27日）
- 実写映画『おそ松さん』（2022年3月25日公開）[706]

### テレビ番組
※はインターネット配信。
- 櫻井孝宏のおでかけアニポップ!（2002年5月 - 2003年10月、anipop.tv※）
- Club AT-X〜櫻井探偵事務所〜（2005年1月 - 2006年3月、AT-X）
- 関口さんII（2005年8月3日 - 2008年2月、テレビ埼玉）万田サトシ役、サバチーニ役
- 櫻井孝宏の（笑）（2006年7月 - 、AT-X）不定期放送
- 玉ニュータウン（2008年6月4日 - 2013年3月22日、テレビ埼玉）警察署長ツネアキ役、サヨリーナ役

### 映像商品
- ANOHANA FES.
- Are you Alice?  Sweet Tea Party 公開録音＆ライブ−Honeyed invitation（アリス〈Alice?〉）
- 裏切りは僕の名前を知っている ワルプルギスの宴
- オトメイトパーティー♪2010・2011
- 今日からマ王! ファン感謝祭 〜眞魔国でもバレンタイン!?〜
- 今日からマ王! ファン感謝祭2 〜眞魔国でもジューンブライド!?〜
- 黒執事 その執事、狂騒〜赤いヴァレンタイン〜
- コードギアス 反逆のルルーシュ キセキの誕生日（バースデー）
- 獣神演武 零巻・壱巻
- 青春ばかちん料理塾
- Saint Beast セカンドパーティー
- Saint Beast サードパーティー
- Saint Beast 聖なる宴
- テイルズ オブ フェスティバル 2009（VTR出演）
- テイルズ オブ フェスティバル 2010 - 2013
- ぬらりひょんの孫 〜百鬼夜行の宴〜
- 美食感ライブ 丼メン ちゃんぽん
- 劇団ヘロヘロQカンパニー第22回公演『カラクリ雪之JOE変化』
- 藤原啓治のこれがやりたい!! 〜関東編〜
- フルハウスキス 祥慶祭ライブ2006☆
- フルハウスキス 祥慶フェスティバル2007・2008☆
- DVD&DJCD 魅惑ツアーズ 櫻井孝宏編 伊豆最南端の旅
- 森川智之と檜山修之のおまえらのためだろ! ハモります!ハマリます!鱧!!
- 森川智之と檜山修之のおまえらのためだろ! 魚若 -WAKASAGI-
- チェリーベル残業手当 THE DVD『頂上決戦KING OF S』
- （有）チェリーベル・オリジナル作品完成…してたらいいな披露試写会
  - 『盆bornヒゲボーン A面/B面』
- チェリーベルイベントユニバース2006Summer前
  - 〜去年より 1700円安くしてみました〜 THE DVD
- （有）チェリーベル〜マーケティングシリーズ〜第9弾「イベントと鎧の癒し効果と効能の考察」
- 鈴村健一の超・超人タイツジャイアント〜微妙にスケジュールがあいました・IWATA&SAKURAI〜
- 鈴村健一の超・超人タイツジャイアント〜ついにスケジュールがあいました 2012秋〜上巻・下巻
- アドリブ(AD-LIVE)〜第1巻〜
- AD-LIVE2015 第1巻（櫻井孝宏×津田健次郎×鈴村健一）
- P.S.元気です。孝宏  FUWAKUWAKUさせてよ
- P.S.元気です。チャオチャオチャ〜オ孝宏
- P.S.元気です。孝宏〜Take it オージー!!〜

### 教育ビデオ
- めばえの朝（山吹陽介）

### テレビドラマ
- こえ恋（2016年、松原くんの声[707]）
- 幕末グルメ ブシメシ!（2017年、語り）
- 岸辺露伴は動かない（2020年 - 2021年、刑務官の声、ラジオの声、アナウンス、ジム会員の声[708]、救急隊員の声、バス運転手の声） - 2シリーズ

### 舞台
- joy 2006 ETERNITY
- 劇団ヘロヘロQカムパニー
  - 第22回公演「カラクリ雪之JOE変化」
  - 第29回公演「トンボイ!!」
  - 第35回公演「声優に死す」
- LOVE LETTERS 2012 Spring Special 2012年3月11日公演
- バーチャル舞台劇「御伽噺（染）ver1.25_Alternative Feat. KAMITSUBAKI PHILHARMONIC ORCHESTRA」[709]

### 携帯コンテンツ
- あなたがスマホでのぼせるアプリ「草津編」（草津）
- 絵本スタジオ（朗読）
  - 名犬ラッシー
  - したきりすずめ
  - あしながおじさん
  - アルプスの少女ハイジ
- 声優キャラ★コンシェル（サク）
- 声優ボイスアプリ 癒守石（輝）
- ハツコイ論（高槻景人）
- 萌えテレ（朽野真冬）
- あやかし秘密の生徒会 (神代朔耶)
- LINE プレイ（イアン[710]）

### パチンコ・パチスロ
- CR 牙狼（黄金騎士ガロ・冴島鋼牙）
- CR 金田一少年の事件簿（金田一一）
- CR サイボーグ009〜未知なる加速へ〜（009 / 島村ジョー）
- CR 新世紀ぱちんこベルセルク（グリフィス）
- CR 聖闘士星矢（ドラゴン紫龍）
- ゼーガペイン2（2022年、トガ・ヴィタール[711]）
- CR 戦国双天絵巻〜華恋姫伝〜 CR 武神烈伝 CR天下烈伝（浅井長政）
- パチスロ おとめ妖怪ざくろ（総角景）
- パチスロ・コードギアス 反逆のルルーシュ（枢木スザク）
- パチスロ デビルサバイバー2 最後の7日間（憂う者）
- パチスロ・パイレーツワールド（アーク）
- パチスロ・化物語（忍野メメ）
- パチスロ・めぞん一刻（五代裕作）
- ぱちんこCR アラジンNEO 小さな皇女と天魔の都（アラジン）
- パチンコCR 化物語（忍野メメ）

### 玩具
- ウルトラマンオーブ DXオーブリング（2016年7月9日）
- ウルトラマンオーブ DXダークリング（2017年3月）
- ウルトラマンオーブ ウルトラレプリカ オーブリング（2022年2月）
- ウルトラマンオーブ ウルトラレプリカ ダークリング（2023年3月）
- ウルトラマンオーブ サウンドウルトラなりきり オーブリング（2024年1月27日）

### その他コンテンツ
- エスビー食品 おかず学園（佐藤たまらお）
- 骨董靴工房アッシェンプッテルの来客簿 発売記念PV（王子、ナレーション）
- コニカミノルタプラネタリウム
  - 「スキマスイッチ 宇宙の奏（かなで）」ナレーション（満天：2013年3月9日 - 6月9日、2016年6月4日 - 9月4日、天空：2013年3月16日 - 6月16日[712]）
  - 「恐竜の記憶」ナレーション（2015年6月13日 - 8月31日）
  - 「猫星夜 -ある日の星空のおはなし-」ある日の猫（2022年2月4日 - 12月11日）
- Vポータル番組・櫻井孝宏の『魔法の声』
- 櫻井孝宏のザクライ（Hm3 SPECIAL / 音楽専科社、連載終了）
- サクライ☆マニア（ボイスニュータイプ / 角川書店、連載終了）
- 三陸鉄道 鉄道ダンシ 田野畑ユウラッピングレトロ列車 車内放送（田野畑ユウ）
- 資生堂 アクアレーベル つるつる肌篇『彼女のいる彼氏』（徳永靖太郎）
- 進研ゼミ小学講座
- 青春鉄道2 -DVD付特装便-（山陽新幹線）
- 地球最古の恐竜展（展示ブースVTRナレーション）
- 東京国立博物館
  - 「対決 巨匠たちの日本美術」音声ガイド（運慶）
  - 「名作誕生－つながる日本美術」前期音声ガイド（2018年4月13日 - 5月6日）
- 謎解きはディナーのあとで（影山）
  - 第一巻 第1話 特別朗読バージョン（2011年）
  - 第一巻 特別劇場（2011年本屋対象授賞式放映映像）ナレーション（2011年）
  - 第二巻 影山毒舌集（2012年）
  - 第三巻 影山毒舌集（2012年）
- 奈良国立博物館
  - 「御遠忌800年記念特別展 解脱上人 貞慶 －鎌倉仏教の本流－」音声ガイド（貞慶、2012年4月7日 - 5月27日）
  - 「頼朝」と「重源」－東大寺再興を支えた鎌倉と奈良の絆－」音声ガイド（源頼朝、2012年7月21日 - 9月17日）
  - 「第64回 正倉院展」音声ガイド（2012年10月27日 - 11月12日）
- 西尾市シティプロモーション事業 漫画「ニシオノ」（御神苗圭）
- 眠らぬ街のシンデレラ（廣瀬遼一）
- 初恋モンスター PV（高橋奏[713]）
- はんそくモンチッチーズ（れいちっち、セキグチ、YouTube Monchhichi cannel） - 2015年。モンチッチのPRビデオ）
- ファンタシースターオンライン2×しまむらコラボキャンペーン　店内放送（ルーサー、2016年[714]）
- ミュージカル コードギアス 反逆のルルーシュ A-LIVE FANTASTIC DREAM SHOW（枢木スザク）
- ミラクル☆トレイン（池袋太陽）
- 水玉ハニーボーイ スペシャルPV（藤司郎）
- ワイドナショー「日曜日10時の片思い」（松本人志、2017年3月26日）
- URくらしのカレッジPR動画「執事リスの団地散歩♪ 春の真砂第一団地篇」（執事リス）
- アクアパーク品川「イケ魚パラダイス」（チンアナゴ、クギベラ）
- レコードのある暮らし（ディスク・ユニオン・2017年:インタビュー）
- ファントム・フィルム配給映画『君の名前で僕を呼んで』日本版劇場予告編ナレーション
- 名古屋市美術館・横浜美術館「モネ　それからの100年」　音声ガイド[715]）（2018年4月25日-7月1日|7月14日-9月24日）
- シアター宙「宇宙グランドツアー」ナレーション[716]（2018年）
- LINEスタンプ「みっちりねこ」（ハニー）
- 魔法使いと黒猫のウィズ ボイスアラームアプリ(アルドベリク・ゴドー[717]）
- メッツァ・ムーミンバレーパーク（2019年3月16日 - 、スナフキン[718]）
- ここは今から倫理です。 スペシャル映像（高柳[719]）
- 燕市産業資料館（音声ガイド）
- 矢場とんオリジナルアニメ「大須のぶーちゃん」（父ちゃん、2019年10月 - [720]）
- 新幹線変形ロボ シンカリオン「N700Sのぞみ」PV ナレーション[721]
- 『神様の御用人』PV（2020年、黄金[722]）
- 映画『子供はわかってあげない』 劇中アニメ（2021年、モルタル[723]）
- 森永製菓ビスケット　名作ボイスシアター「3びきのやぎ」「美女と野獣」「シークレットB」
- 「営業スマイル男女」 PV（戸田健也）
- Tonight with the Impressionists Paris 1874 -印象派画家と過ごす夜-（2025年、カミーユ・ピサロ[724]）

## ディスコグラフィ

### キャラクターソング
| 発売日   | 商品名                                                                     | 歌 | 楽曲                                                                  | 備考                                                   |
| 2001年   | 2001年                                                                     | 2001年 | 2001年                                                                | 2001年                                                 |
| -------- | -------------------------------------------------------------------------- | --- | --------------------------------------------------------------------- | ------------------------------------------------------ |
| 3月21日  | デジモンアドベンチャー02 ベストパートナー3 泉光子郎&テントモン             | テントモン（櫻井孝宏） | 「電撃ラプソディー」                                                  |                                                        |
| 3月21日  | デジモンアドベンチャー02 ベストパートナー3 泉光子郎&テントモン             | 泉光子郎（天神有海）、テントモン（櫻井孝宏） | 「世界中の景色を!」                                                   |                                                        |
| 8月24日  | 新白雪姫伝説プリーティア オリジナル・サウンドトラック Vol.2                | 細（櫻井孝宏） | 「Love Breaks...」                                                    |                                                        |
| 2002年   |                                                                            | |                                                                       |                                                        |
| 12月25日 | デジモンミュージック100タイトル記念作品 「We Love DiGiMONMUSiC」           | 八神太一（藤田淑子）、アグモン（坂本千夏）、石田ヤマト（風間勇刀）、ガブモン（山口眞弓）、城戸丈（菊池正美）、ゴマモン（竹内順子）、泉光子郎（天神有海）、テントモン（櫻井孝宏） | 「Butter-Fly」                                                        |                                                        |
| 2004年   |                                                                            | |                                                                       |                                                        |
| 7月22日  | 金色のガッシュベル!! キャラクターソングシリーズ ボーイズサイド             | 高嶺清麿（櫻井孝宏） | 「カサブタ 〜清麿バージョン〜」                                       |                                                        |
| 2005年   |                                                                            | |                                                                       |                                                        |
| 1月26日  | switch キャラクターソング4 倉林春                                          | 倉林春（櫻井孝宏） | 「Somewhere」                                                         |                                                        |
| 5月18日  | グローランサーIV オリジナル・キャラクターソング・アルバム                  | ヴァレリー（櫻井孝宏） | 「Stray Cat」                                                         |                                                        |
| 5月25日  | Saint Best Lost. 1 Vocal Best of the Saint Beast                           | 青龍のゴウ（森川智之）、玄武のシン（櫻井孝宏）、朱雀のレイ（宮田幸季）、白虎のガイ（吉野裕行）                                                                                   | 「愛という名の嵐」                                                    | 『セイント・ビースト』関連曲                           |
| 5月25日  | Saint Best Lost. 1 Vocal Best of the Saint Beast                           | 玄武のシン（櫻井孝宏） | 「風のトリニティ」 「SWEET ANGEL」                                    | 『セイント・ビースト』関連曲                           |
| 6月26日  | Saint Best Lost.2 Vocal Best of the Saint Beast                            | 玄武のシン（櫻井孝宏） | 「永遠の愛は刻まれる」                                                |                                                        |
| 6月26日  | Saint Best Lost.2 Vocal Best of the Saint Beast                            | 青龍のゴウ（森川智之）、玄武のシン（櫻井孝宏）、朱雀のレイ（宮田幸季）、白虎のガイ（吉野裕行）、流星のキラ（杉田智和）、風牙のマヤ（鈴村健一）                                   | 「闘え♥セイント・ビースト」                                           |                                                        |
| 11月23日 | セイント・ビースト OVA『幾千の昼と夜編』主題歌 KISUNA & SADAME             | 青龍のゴウ（森川智之）、玄武のシン（櫻井孝宏）、朱雀のレイ（宮田幸季）、白虎のガイ（吉野裕行）                                                                                   | 「KIZUNA & SADAME」                                                   |                                                        |
| 11月23日 | セイント・ビースト OVA『幾千の昼と夜編』主題歌 KISUNA & SADAME             | ゴウ（森川智之）、シン（櫻井孝宏）、語り：ユダ（石田彰） | 「心の帰る場所」                                                      |                                                        |
| 12月7日  | 今日からマ王! キャラクターソングシリーズvol.1 渋谷有利                     | 渋谷有利（櫻井孝宏） | 「ビオライト(means 'be all right')」 「白と黒」                       |                                                        |
| 2008年   |                                                                            | |                                                                       |                                                        |
| 12月25日 | Memories Off#5とぎれたフィルム プレミアムコレクション7 Yusuke C.V.櫻井孝宏 | 日名雄介（櫻井孝宏） | 「I Wish...」                                                         |                                                        |
| 2013年   |                                                                            | |                                                                       |                                                        |
| 1月25日  | しろくまカフェ ミュージックプレイリスト                                    | MC469MA（櫻井孝宏） | 「生き残れ!シロクマ!」                                                |                                                        |
| 5月15日  | しろくまカフェ 第12弾エンディングテーマ                                    | シロクマ（櫻井孝宏） | 「My Dear」 「しろくまカフェ〜シロクマ〜」                            |                                                        |
| 2014年   |                                                                            | |                                                                       |                                                        |
| 10月29日 | Welcome!!DISCOけもけもけ                                                   | コックリさん（小野大輔）、狗神（櫻井孝宏）、信楽（中田譲治） | 「Welcome!!DISCOけもけもけ」                                          | テレビアニメ『繰繰れ！コックリさん』オープニングテーマ |
| 2015年   |                                                                            | |                                                                       |                                                        |
| 1月28日  | FINAL VICTORY                                                              | 青道高校野球部 | 「FINAL VICTORY」                                                     | テレビアニメ『ダイヤのA』エンディングテーマ            |
| 12月16日 | SIX SAME FACES 〜今夜は最高!!!!!!〜                                        | イヤミ（鈴村健一） feat.おそ松（櫻井孝宏）、カラ松（中村悠一）、チョロ松（神谷浩史）、一松（福山潤）、十四松（小野大輔）、トド松（入野自由）                                     | 「SIX SAME FACES 〜今夜は最高!!!!!!〜」                               | テレビアニメ『おそ松さん』エンディングテーマ           |
| 2016年   |                                                                            | |                                                                       |                                                        |
| 3月16日  | SIX SHAME FACES 〜今夜も最高!!!!!!〜                                       | トト子（遠藤綾） feat.おそ松（櫻井孝宏）、カラ松（中村悠一）、チョロ松（神谷浩史）、一松（福山潤）、十四松（小野大輔）、トド松（入野自由）                                       | 「SIX SHAME FACES 〜今夜も最高!!!!!!〜」                              | テレビアニメ『おそ松さん』エンディングテーマ           |
| 8月24日  | マギ シンドバッドの冒険 COMPLETE BOX                                       | シンドバッド（小野大輔）、ミストラス（羽多野渉）、ジャーファル（櫻井孝宏） | 「Life goes on」                                                      | テレビアニメ『マギ シンドバッドの冒険』関連曲          |
| 9月7日   | おそ松さん Original Sound Track Album                                      | イヤミ（鈴村健一）、トト子（遠藤綾） feat.おそ松さんオールスターズ | 「SIX SAME FACES 〜今夜も最高!!!!!!!!!!!!!!〜 type FINAL」            | テレビアニメ『おそ松さん』エンディングテーマ           |
| 2017年   |                                                                            | |                                                                       |                                                        |
| 3月29日  | デジモンアドベンチャー tri. キャラクターソング デジモン編                  | テントモン（櫻井孝宏） | 「記憶のカケラ-Tentomon Side-」                                       | OVA『デジモンアドベンチャー tri.』関連曲               |
| 12月6日  | レッツゴー！ムッツゴー！〜6色の虹〜                                        | ROOTS66 with 松野家6兄弟 | 「レッツゴー！ムッツゴー！〜6色の虹〜 早松66」                        | テレビアニメ『おそ松さん』第2期エンディングテーマ      |
| 12月6日  | レッツゴー！ムッツゴー！〜6色の虹〜                                        | ROOTS66 with 松野家6兄弟 | 「レッツゴー！ムッツゴー！〜6色の虹〜 遅松66」                        | テレビアニメ『おそ松さん』第2期エンディングテーマ      |
| 2018年   |                                                                            | |                                                                       |                                                        |
| 1月24日  | ボーイフレンド（仮）プロジェクト ミュージックアルバム 藤城学園#02          | 2-D | 「Twinkle Step」                                                      | ゲーム『ボーイフレンド（仮）』関連曲                   |
| 2月28日  | 大人÷6×子供×6                                                              | The おそ松さんズ with 松野家6兄弟 | 「大人÷6×子供×6」                                                     | テレビアニメ『おそ松さん』第2期エンディングテーマ      |
| 5月2日   | Butter-Fly〜tri.Version〜                                                  | 選ばれし子どもたち、デジモンシンカーズ、宮﨑歩、AiM with 和田光司 | 「Butter-Fly〜tri.Version〜」                                         | OVA『デジモンアドベンチャー tri.』エンディングテーマ   |
| 8月24日  | BAKA-BONSOIR!                                                              | B.P.O -Bakabon-no Papa Organization- | 「BAKA-BONSOIR!」                                                     | テレビアニメ『深夜！天才バカボン』オープニングテーマ   |
| 8月24日  | BAKA-BONSOIR!                                                              | B.P.O -Bakabon-no Papa Organization- | 「BAKA-BONSOIR! Nano Order Remix」                                    | テレビアニメ『深夜！天才バカボン』関連曲               |
| 11月28日 | Gravity Heart                                                              | スバル・イチノセ（石川界人）、イスズ・イチノセ（櫻井孝宏） | 「DURANDAL New ver.「エゴサーチ」」 「DURANDAL New ver.「目のやつ」」 | テレビアニメ『宇宙戦艦ティラミスII』エンディングテーマ |
| 2020年   |                                                                            | |                                                                       |                                                        |
| 12月16日 | Max Charm Faces 〜彼女は最高♡♡!!!!!!〜                                     | Shuta Sueyoshi with Totoko（遠藤綾）♡Nya（山下七海） & 松野家6兄弟 | 「Max Charm Faces 〜彼女は最高♡♡!!!!!!〜」                            | テレビアニメ『おそ松さん』第3期エンディングテーマ      |
| 2021年   |                                                                            | |                                                                       |                                                        |
| 2月24日  | Amazing Intelligence 〜クズは最高!!!!!!!!!!!!!♡♡△△〜                       | オムスビ（山本和臣） with おそ松さんオールスターズ | 「Amazing Intelligence 〜クズは最高!!!!!!!!!!!!!♡♡△△〜」              | テレビアニメ『おそ松さん』第3期エンディングテーマ      |
| 8月18日  | おそ松さん Original Sound Track Album3                                     | Shuta Sueyoshi with Totoko（遠藤綾）♡Nya（山下七海） & 松野家6兄弟 | 「Max Charm Faces 〜彼女は最高♡♡!!!!!!〜 Smile Again」                | テレビアニメ『おそ松さん』第3期エンディングテーマ      |
| 8月18日  | おそ松さん Original Sound Track Album3                                     | オムスビ（山本和臣） with おそ松さんオールスターズ | 「Amazing Intelligence 〜クズは最高!!!!!!!!!!!!!♡♡△△〜 Type FINAL」   | テレビアニメ『おそ松さん』第3期エンディングテーマ      |

- Drama Album Vie Durant II
  - 「Union Of The Wolf」（Vo.時影〈松風雅也〉&傳英）
- おとめ妖怪 ざくろ エンディング・テーマ集 初戀幻燈機
  - 「初戀は柘榴色」（Vo.西王母桃〈中原麻衣〉、語り：総角景）
- カレイドスター キャラクターヴォーカルアルバム 〜みんなのすごいキャラソン〜
  - 「Angel Dust」（Vo.レオン・オズワルド）
- 今日からマ王! キャラクターソングアルバム みんなのうた（Vo.渋谷有利）※語り
- 吟遊黙示録マイネリーベ オリジナルサントラ & ボーカル
  - 「honesty」（Vo.オルフェレウス）
- 吟遊黙示録マイネリーベwieder キャラクターCD 1 オルフェレウス
  - 「光射す場所」（Vo.オルフェレウス）※語り
  - 「貴女のために」（Vo.オルフェレウス）※語り
- ゲートキーパーズ TV オリジナル・サウンドトラック Vol.1
  - 「新世界音頭」（Vo.浮矢瞬）
- ゲートキーパーズ ベスト
  - 「走れヨタハチ」（Vo.浮矢瞬）
- 金色のガッシュベル!! キャラクターソングシリーズ LEVEL.1
  - 「ココロノチカラ」（Vo.高嶺清麿&ガッシュ・ベル〈大谷育江〉）
  - 「Future!」（Vo.高嶺清麿&ガッシュ・ベル〈大谷育江〉）
- 金色のガッシュベル!! Collection Of Golden Songs 2
  - 「Treasure Fighter」（Vo.高嶺清麿）
- 獣神演武 キャラクターソング+ミニドラマCD Vol.2 劉煌
  - 「彷徨」（Vo.劉煌）※語り
- 関口さんII 「どんぶり感情」
  - 「どんぶり感情」（Vo.万田兄弟）※語り
- ゼロの使い魔 キャラクターCD2 ギーシュ&モンモランシー編
  - 「薔薇のプライド」（Vo.ギーシュ&モンモランシー〈高橋美佳子〉）※語り
- ZOMBIE-LOAN VOCAL SERIES VOL. 2
  - 「ICE BULLET」（Vo.橘思徒）
- ZOMBIE-LOAN キャラクターアルバム
  - 「Survive」（Vo.赤月知佳〈鈴村健一〉&橘思徒）※語り
- tactics サウンドファイル Vol. 2
  - 「太陽と月を抱いて」（Vo.春華）
- 玉ニュータウン 「リトル ブライド」
  - 「リトル ブライド」（Vo.西舘さをり、神玉 Co.市長〈鈴村健一〉、署長、キャサリン〈松来未祐〉）
- 有限会社チェリーベル 10周年記念ミニアルバム
  - 「トラブリー」（Vo.横須賀カムトゥルー）
  - 「日本かい？」（Vo.星空 インティライミ）
- DIABOLIK LOVERS Bloody Songs -SUPER BEST-II 無神家ver[725]
  - 「罠-If You're Diablo-」（Reading.無神ルキ、Vo.無神コウ〈木村良平〉、無神ユーマ〈鈴木達央〉、無神アズサ〈岸尾だいすけ〉）※語り
- DIABOLIK LOVERS MORE CHARACTER SONG Vol.3[726]
  - 「冷たい血」（Vo.無神ルキ）※書き下ろしの詞の朗読
- DIABOLIK LOVERS VERSUS SONG Requiem（2）Bloody Night Vol.II ルキVSアズサ
  - 「Luv Apple Juice」（Reading.無神ルキ、Vo.無神アズサ〈岸尾だいすけ〉）※語り
  - 「Luv Apple Juice -ルキ Ver-」（Reading.無神ルキ）※語り
- ナデプロ!! キャラソン!?シリーズ Vol.3〜Labyrinth（人見&櫻小路）編〜（Vo.KAZUMI〈櫻小路一海〉）※語り
- 魔探偵ロキ RAGNAROK キャラクターCD Vol.4
  - 「DAY BREAK」（Vo.ロキ〈覚醒後〉）
- フルハウスキス シングルコレクション
  - 「Vol. 1 薔薇ラビリンス」トラック1[Vo.ラ・プリンスver（御堂一哉〈荻原秀樹〉&松川依織〈佐々木望〉&羽倉麻生&一宮瀬伊〈成瀬誠〉） & トラック4（Vo.羽倉麻生ver）]
  - 「Vol. 4 熱情DISTANCE」（Vo.羽倉麻生）
  - 「Vol. 8 流星気分」（Vo.羽倉麻生）
- R-16 「沈まない太陽」
  - 「沈まない太陽」(Vo.R-16)
  - 「傾いた月」(Vo.R-16)
- R-16 「separate way」
  - 「you」（Vo.ヒョータ）
  - 「傾いた月(space version)」(Vo.R-16)
  - 「沈まない太陽(silence version)」(Vo.R-16)
  - 「降り注ぐ雨〜SEPARATE WAY〜」(Vo.R-16)

### 本人名義
- こむちゃっとカウントダウン Vocal CD 2011
  - 「Party-Life!!」 ※井口裕香とのデュエット曲
  - 「No Back Page」
- That's WATANABE FLOWER SHOW SPECIAL!!
  - 「笑顔の花」
- 男子声優Vocalアルバム 乙女ヨーグルト
- ディズニー・デート 声の王子様
  - 「星に願いを」
  - 「ミッキーマウス・マーチ」 ※スタンダードエディションのみ収録
- ディズニー 声の王子様 第2章 〜Love Stories〜
  - 「ララルー」
  - 「輝く未来」 ※緑川光とのデュエット曲
  - 「小さな世界」 ※スタンダードエディションのみ収録
- こむちゃっとカウントダウン Vocal CD 2014
  - 「Radio Prayer」 ※井口裕香とのデュエット曲
  - 「リニカナッタ」
- こむちゃっとカウントダウン Vocal CD 2017
  - 「Happiness Countdown」 ※井口裕香とのデュエット曲
  - 「Wonder step!!」
- こむちゃっとカウントダウン Vocal CD 2022
  - 「Heart to heart, to you!」 ※白石晴香とのデュエット曲
  - 「Moment with you」
  - 「Happiness Countdown 〜2022 ver〜」※白石晴香とのデュエット曲

## 書籍
- 47歳、まだまだボウヤ（2021年10月28日、KADOKAWA）ISBN 978-4-04680930-8[20]